# ハンズ (小売業)
株式会社ハンズ（英: Hands Inc.） は、東京都新宿区に本社を置き、ホームセンター・雑貨店をチェーン展開する企業。ベイシアグループのカインズの完全子会社。
旧社名は株式会社東急ハンズ（とうきゅうハンズ、英: TOKYU HANDS INC.）。2022年3月までは東急グループに属し、東急不動産ホールディングスの傘下にあった。東急グループからの離脱により、2022年10月1日より社名から「東急」が外れ、10月26日よりブランド名も「東急ハンズ」から「ハンズ」に順次変更されている。
ブランド・ステートメントは「手でソウゾウしよう。手でワクワクしよう。」。コーポレートカラーは緑色で、ロゴマークは漢字の「手」をモチーフとしたもの（佐藤オオキデザイン）。TOKYUポイント加盟店。

## 概要

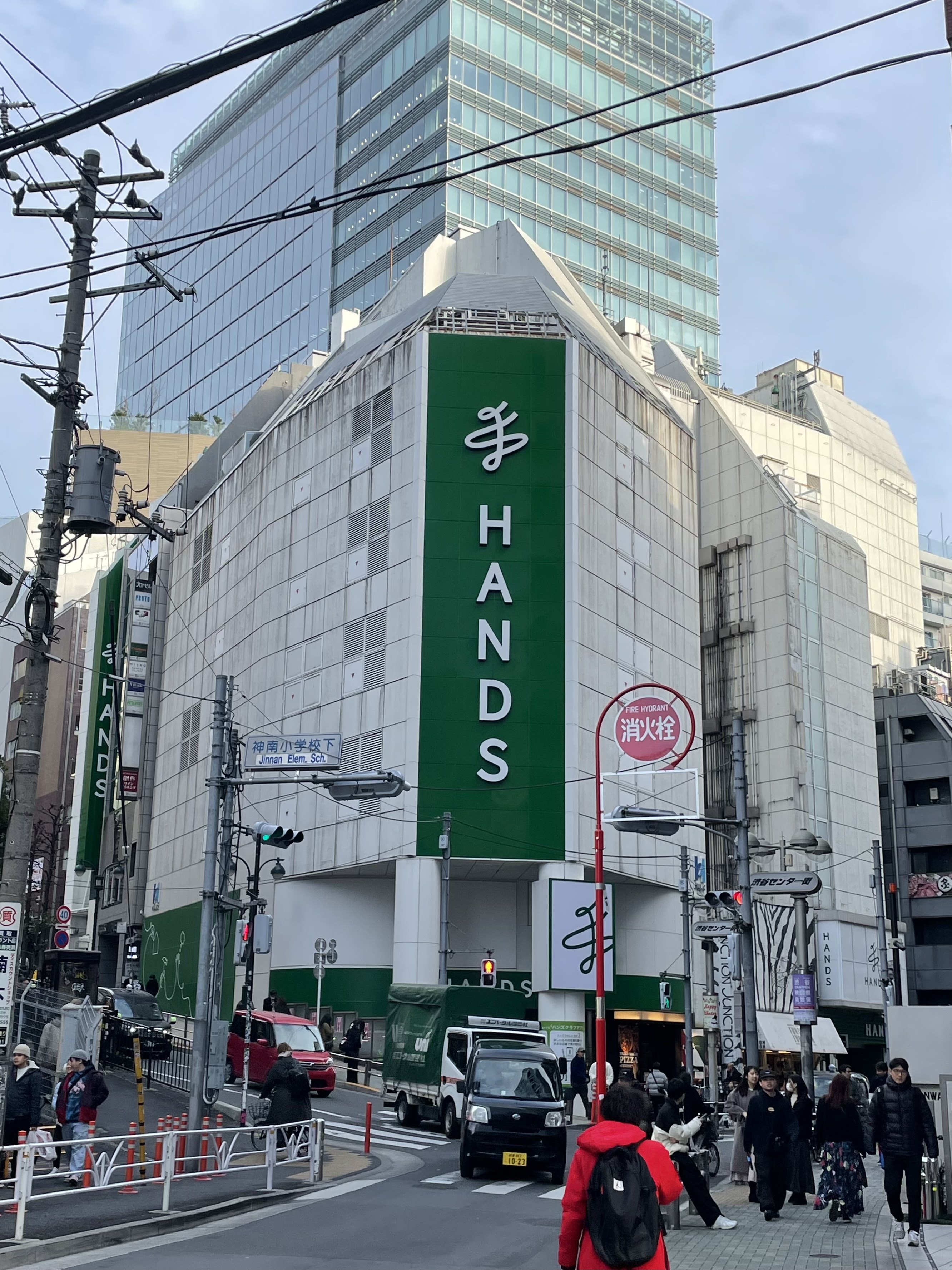
ハンズ渋谷店（2023年）

ハンズでは、事業内容を「住まいと住生活・手づくり関連の製品・道具・工具・素材・部品の総合専門小売業」と規定している。
同社の展開する店舗は住まいと生活に関連する商品を多く取り扱う、市街地立地型のホームセンターである。生活雑貨を主体とした細かな品揃えを特徴としており、郊外立地型のホームセンターのような大型商品の陳列は少数にとどめている。カーナビなどの施設案内では「デパート」に分類されている場合もある。
取り扱う品目は非常に多岐にわたる。家庭で使う食器・調理器具、掃除・洗濯・風呂用品、寝具、文具、インテリアのほかファンシーショップ、バラエティーグッズの店としても知られる。また、プロが利用するような特定業界向けの工具や素材・材料類を工作マニア向けに提供する機能も担う。他にも鞄からシルバーアクセサリー、手品の小道具などといったパーティーグッズまで幅広いジャンルの商品が並び、東急ハンズで扱ったことがきっかけで流行になった商品も多い。
こうした高機能の商品を初心者が使用するにあたって、的確なアドバイスが行えるスタッフを充実させ、顧客層を開拓する戦略も採っている。商品についてメーカー各社の品揃えや使用方法や応用に精通する店員が詳細に案内・実演したり、商品を探す顧客からの問い合わせや取り寄せ依頼に対応したりする点でも、他店との差別化を図っている。
売れ筋に絞らず多様な商品を並べることで「ついで買い」を促したり、新しい発見を求めて来店する顧客を呼び込むなどして売上を増やす「ロングテール戦略」で知られる。
このほか、オンラインストア「ハンズネットストア」を運営し、通信販売も行っている。以前は楽天などが運営する仮想商店街へのテナント出店にとどめていたが、2005年6月1日から直営オンラインショップ「ハンズネット」としてサービス開始した。直営オンラインショップ開始後も、楽天市場への出店は「ハンズ 楽天市場店」 として継続している。
企業向けなどには、法人営業部が商品の卸業務やオーダーメイド調達を請け負っており、オリジナルノベルティやポイントプログラムの景品カタログなどの企画・開発も行っている。
1976年の創業以来、本社機能を東京都渋谷区に置いていたが、2014年7月に新宿区の新宿イーストサイドスクエアに本社を移転し、2箇所に分散していたオフィスを集約した。

## 歴史

### 1970年代

#### 創業
1976年（昭和51年）8月28日、株式会社東急ハンズを設立。東急不動産が遊休地利用を図るため、新規事業として浜野安宏の提案によりホームセンター事業に参入した。
同年11月、神奈川県藤沢市に第1号店の藤沢店を開店。翌1977年11月には2号店として東京都世田谷区の二子玉川に二子玉川店を開店した（両店舗の詳細については#過去に存在した店舗を参照）。

#### 渋谷店の開業

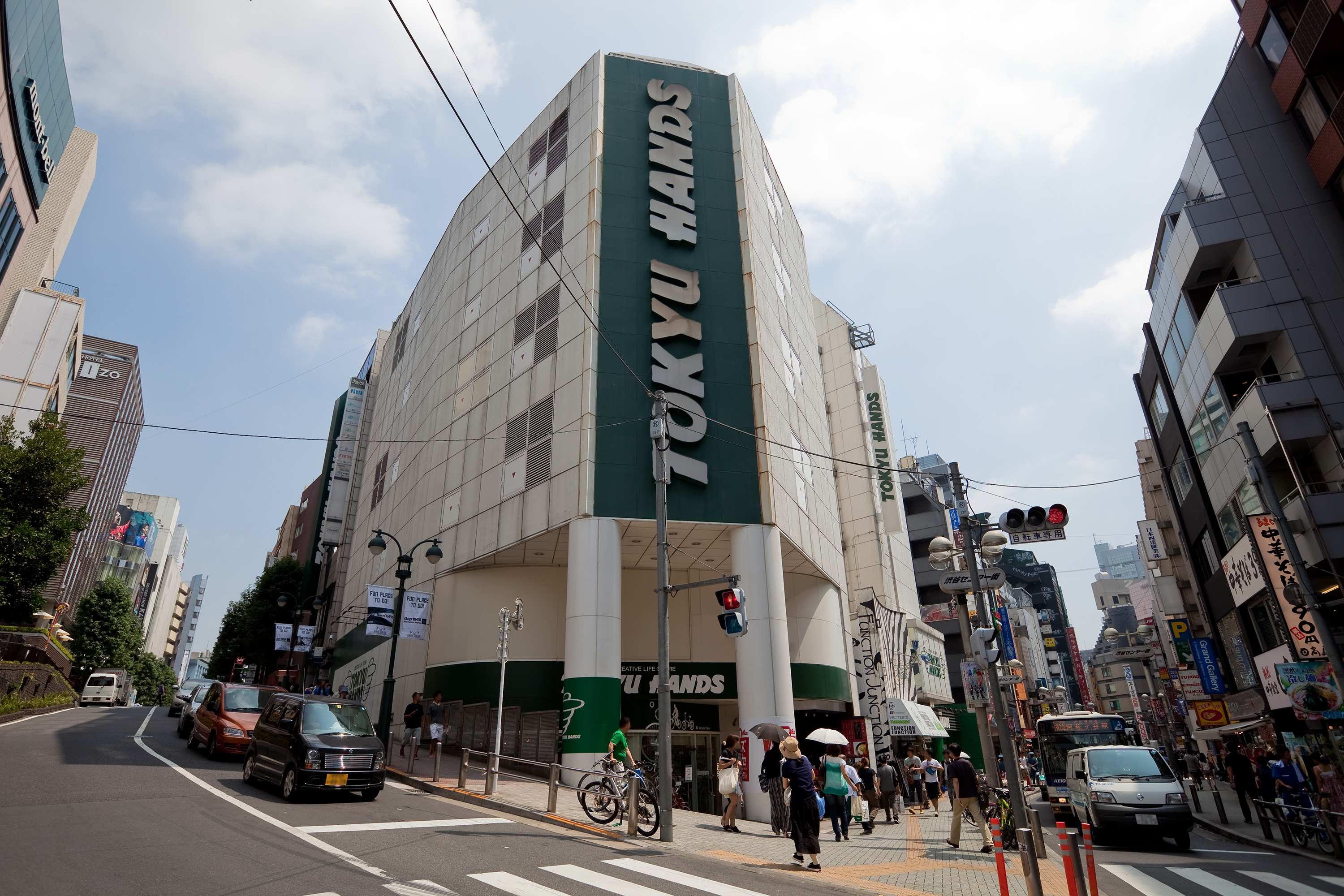
東急ハンズ渋谷店 (2010年8月撮影)

1978年（昭和53年）9月、東京都渋谷区宇田川町に旗艦店となる渋谷店を開店。東急ハンズの特徴であるワンフロアごとに同系統の商品を展開する店舗形態は、渋谷店に起源を持つ。もともと渋谷店の敷地（1973年まで、現在は目黒区五本木にある日本聖公会聖パウロ教会があった）は、東急不動産が長年所有していた土地であったが、オルガン坂と呼ばれる坂道に面した狭い区画で、一般的な業態の店舗のビルが建てにくい状態であった。この傾斜地を逆に利用し、周囲の道路の高さに店の出入口を合わせて3種類のフロア高さを設定（スキップフロア）し、「A」「B」「C」のアルファベットの併用で各階を表示（「6B」=「6階Bフロア」等）するとともに、各フロア間を階段が回廊状に結ぶ構造とした。この工夫によって、小規模なフロアごとに1つの分野の商品群を展開するとともに、1つのフロアから他のフロアへ見通しを持たせることで来店者の期待感を高め、回遊を促すフロア構成となっている。
それまでは見たことはあっても、入手方法さえわからなかったような工芸用道工具類や金属材料・樹脂材料などが、「場違い」と言える都会の商業地で小ぎれいな店頭に並べられ、適量に小分けして販売される様子は一種のカルチャーショックを与え、東急ハンズ渋谷店は渋谷の新名所として知られるようになった。

### 1980年代

#### 販売スタイルの確立
東急ハンズのこうした販売スタイルは、郊外型ホームセンターなどが個人向けの品揃えを重視する先陣を切ることとなった。また東急ハンズの成功を受けて1980年代には、旧セゾングループ（現：そごう・西武子会社）のロフトが1987年に渋谷（西武百貨店渋谷店の隣）に出店、1985年には京王グループの京王アートマンが会社設立（1号店出店は翌1986年の聖蹟桜ヶ丘店）。

#### 全国展開
1983年10月には関西初出店となる江坂店、多摩地区初出店となる町田店を開店。1984年10月には池袋サンシャイン60通りに池袋店を開店。1986年11月には名古屋の栄キタ地区に初のフランチャイズ（FC）店「ANNEX店」を開店して中部地方へ進出した。1988年3月には神戸市に三宮店を出店、渋谷店と同様に傾斜地に建てられたためスキップフロア構造を採用した。

### 1990年代

#### 三大都市圏以外への出店
1990年9月には横浜店を開店した（2013年10月に横浜岡田屋モアーズへ移転）。
首都圏各地で高い集客力を見せた東急ハンズのブランド力は地方都市においても注目され、地方中核都市で再開発事業で新たに建設される複合商業施設のキーテナントとして出店を打診されることがあったが、業態の特性から広大な商圏人口が必要とされるため出店地域は限られ、1990年までは三大都市圏のみの出店であった。
その後、1990年代から地方中核都市への出店を開始。1995年10月に広島店、1998年3月に札幌店 を開店した。並行して三大都市圏での出店も進め、1996年10月に新宿店、1999年3月に心斎橋店、2000年3月に名古屋店 を開店した。

#### 他社への波及
その後、1999年には西鉄グループのインキューブが天神店を開業するなど、東急ハンズの業態に影響された大型雑貨店チェーンが誕生する契機となった。

### 2000年代

#### 古参店舗の閉店
2000年代には、古参店舗である藤沢・二子玉川・渋谷の3店舗には大きな変化があった。2006年には1号店・2号店が相次いで閉店し、1号店である藤沢店は2006年12月31日をもって閉店となり、2号店の二子玉川店も2006年6月に二子玉川駅周辺再開発と二子玉川ライズ建設のため閉店した。

#### 新業態の展開開始
2000年代以降は新業態の店舗出店も進めており、2002年3月にはセレクトショップ業態の「ハンズセレクト」1号店として「ハンズセレクト青葉台店」を青葉台東急スクエア（2000年11月1日開業）に出店（2011年9月、「ハンズ ビー青葉台東急スクエア店」に業態変更）。雑貨店業態の小型店舗「ハンズ ビー」ブランドは2008年6月開店の「ハンズ ビー 札幌ステラプレイス店」（2019年3月閉店）から使用され、2010年2月にはたまプラーザテラスの東急百貨店たまプラーザ店1階に「ハンズ ビー たまプラーザ店」が出店。2010年代以降は首都圏を中心に、商業ビルのテナントとして急速に出店を拡大した。
その他の新業態として、2004年11月には、提案型ルームセンター「ホーミィルーミィ (homeyroomy) 」1号店としてららぽーと船橋に「ホーミィルーミィ船橋店」を開店。広いワンフロアのみのテナント店舗として営業していたが、2009年4月1日より通常の東急ハンズ店舗に業態転換した。なおららぽーとへの出店はその後も続き、2006年10月には東急ハンズららぽーと豊洲店、2007年3月には東急ハンズららぽーと横浜店が開店した。
2009年7月、Twitter公式アカウントを開設。以降、Facebook/Instagram/YouTubeなど各種ソーシャルメディア (SNS)を駆使して商品や店舗などの情報を発信しており、Twitterでは各店舗のアカウントも開設している。

### 2010年代

#### 出店の拡大
2010年代以降は、東急プラザやフレルなど東急グループの商業施設をはじめ、東武百貨店池袋店（2017年9月閉店）、グランデュオ・アトレ（JR東日本）、京急ショッピングプラザ ウィング (京浜急行電鉄)、Emio（西武鉄道）、トリエ京王調布（京王電鉄）、相模大野ステーションスクエア（小田急電鉄）など、東急グループ以外の鉄道会社系列の商業施設にも積極的に出店を進めている。
2011年3月には博多店を開店、九州への初出店を果たした。2013年3月には九州2店舗目として、鶴屋百貨店東館6階に熊本店を開店。以降、九州地区ではJR九州リテールと提携して九州各地の主要駅ビル（博多・長崎・大分・宮崎・鹿児島）に出店している。
また同2011年4月には、梅田店（大丸梅田店内）、あべのキューズモール店、京都マルイ店（2017年7月閉店）と、関西中心部に3店舗が一挙開店した。梅田店には東急ハンズでは初となるカフェ業態の「ハンズカフェ」を併設、その後も各地でカフェ出店が続いた。
同2011年6月、東急ハンズはフランチャイズ契約パッケージを見直し、全国の地方中核都市を中心にフランチャイズ形態での出店を進める方針として、地方中核都市でのFC展開第1弾として東急ハンズ静岡店を開店した。これを皮切りに、直営店・FC店ともに全国進出が進むこととなった。
また海外店舗として、2012年4月1日に中国へ進出、第1号店を上海梅龍鎮伊勢丹内に出店したが、2016年1月に閉店した。2019年にはシンガポールに進出、同年4月にジュエル店、同年8月にパヤレバ店を開店した。2020年には台湾に進出し、遠東SOGOなどの現地百貨店に出店している。
2014年10月10日、二子玉川ライズ・ショッピングセンターにビームスとのコラボによる新業態「ワークハンズ (WORK HANDS) 二子玉川ライズ店」を出店、かつて2号店のあった二子玉川に再出店を果たしたが、2017年3月26日に閉店している。

#### 経営形態の変更とサービスの拡充
2013年（平成25年）10月、東急不動産が東急コミュニティーおよび東急リバブルとともに、共同持株会社として東急不動産ホールディングスを設立し、翌2014年（平成26年）4月に東急不動産ホールディングスは3社から株式を取得して、東急ハンズを直接傘下に収めた。
2019年7月9日、店舗でのバーコード決済サービスに対応。d払い・楽天ペイ・PayPay・LINE Pay・メルペイ・QUOカードPay・ゆうちょPayの7種類を一挙に導入した。

### 2020年代

#### 大型店の閉店
新型コロナウイルス感染症の影響を受け、東急ハンズでは「ポストコロナを見据えた事業改革の一環」として、2020年12月31日をもって三宮店・川崎ダイス店・国分寺店の3店舗を一挙に閉店した。
関西では江坂店に次いで出店した三宮店（1988年開店）は、心斎橋店・梅田店と並ぶ関西圏での大規模店舗であったが、駅南側の商業エリアから孤立し立地的に集客が伸び悩んでいたこと、大阪市内に大型店が2店舗、県内には尼崎市と姫路市 に3店舗があることから閉店を決定。阪神・淡路大震災を乗り越えた古参店として、駅前の待ち合わせスポットとしても親しまれていた。閉店セールでは「ありがとう、神戸。」の垂れ幕を掲げ、閉店を惜しむ人々で盛況となった。
また大型店舗ではないが、2018年4月7日に開店した国分寺店は、国分寺市の主導による国分寺駅北口再開発事業で建設された再開発ビル内の商業施設「ミーツ国分寺」オープン時に出店 したものの、2020年12月31日をもって閉店。開店後わずか2年9か月弱の極めて短命に終わった。

#### プラグス マーケットの展開

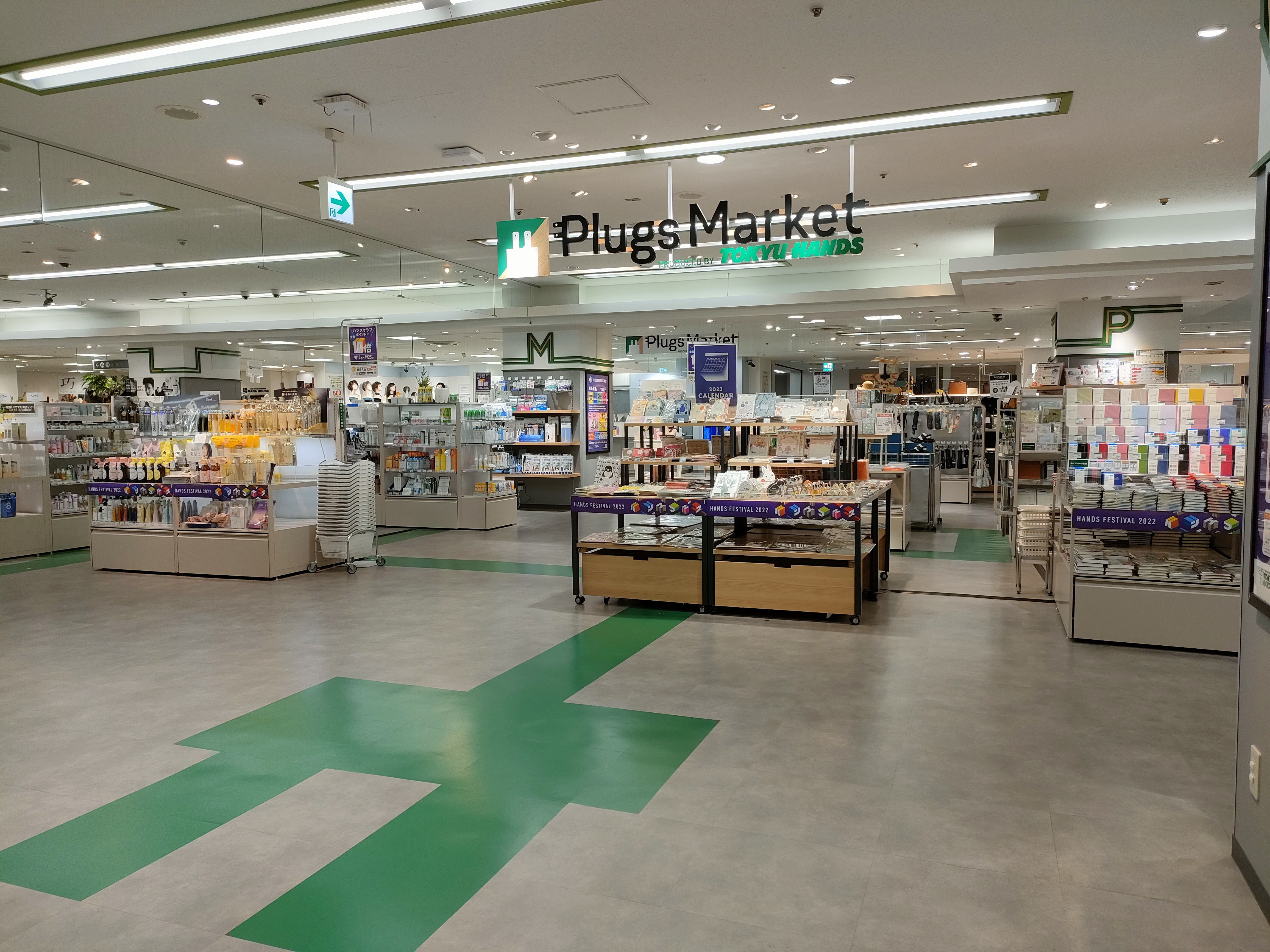
プラグス マーケット大丸下関店

2020年には新業態として、百貨店とのコラボレーション店舗「プラグス マーケット (Plugs Market) 」の展開を開始し、同年2月21日に1号店の草津店を近鉄百貨店草津店2階に開店した。同年3月23日には「プラグス マーケット」2号店の下関店を大丸下関店内に開店した。

#### 池袋店の閉店
さらに2021年3月19日、東急ハンズは池袋店（1984年開店）を同年9月下旬に閉店する予定と発表、1980年代に開店した東急ハンズの大型店舗がまたひとつ消えることとなった（最終的に1か月延期され10月31日で閉店）。度重なる緊急事態宣言による商業施設への休業・時短要請などの影響が広がる中、同社では「ポストコロナを見据え、今後も2020年度同様に戦略的な出退店を進める」としている。

#### 事業売却、ベイシアグループ傘下へ
2021年3月期連結決算では71億円の最終赤字を出すなど業績は悪化し、東急不動産ホールディングスは東急ハンズの事業売却を決定。入札を実施した結果、2021年12月22日にベイシアグループのホームセンター大手カインズへの売却が決まった。売却額は未公開。カインズは2022年3月31日付で買収が完了したと発表した。同時にカインズ代表取締役社長CEOの高家正行が代表取締役会長に就任するなど、カインズの幹部が新たに経営陣に加わっている。
売却後も当面は「東急ハンズ」として営業を続けるが、東急グループから離脱することから、いずれ名称変更も検討するとしていた。その後、2022年10月1日に会社名を「ハンズ」に変更することを同年9月26日に発表した。同年10月26日には、同日より店舗ブランドを「ハンズ」に順次変更すると発表し、同時に新しいロゴマークを導入、遅くとも2024年3月末までに「東急」や「TOKYU」などの商標使用を全て取り止める予定としていた。2024年3月15日、新しい看板への変更作業について、残りの沖縄県とシンガポールの各1店舗について3月末までに変更実施の見込により、全店舗完了することを発表した。

## 店舗
現行店舗の詳細については、公式サイト「店舗一覧」を、過去の店舗については「沿革」を参照。

### 出店地域
国内では、以下の26都道府県に出店するが、大半の店舗は首都圏の南関東1都3県に集中している。山陰地方・西東北（出羽）地方には出店していない。山梨県は、期間限定店舗「トラックマーケット」として甲府市の岡島百貨店などに一時出店していた過去がある。
地域分類と県名並び順は公式サイトの店舗一覧 に準じて表記する。
- 北海道・東北
  - 北海道、宮城県
- 関東
  - 東京都、神奈川県、千葉県、埼玉県、群馬県
- 中部
  - 長野県、静岡県、愛知県、三重県、石川県
- 関西
  - 大阪府、京都府、奈良県、兵庫県
- 中国・四国
  - 岡山県、広島県、愛媛県
- 九州・沖縄
  - 福岡県、長崎県、熊本県、大分県、宮崎県、鹿児島県、沖縄県

海外では、シンガポールで5店舗を展開する（後述の台湾店を除く）。かつては中国（上海）にも店舗が存在したが撤退している。

### 店舗ブランド

#### ハンズ
同社の主要ブランド。店舗面積5,000 m2前後の大型店舗。
店舗の多くはショッピングセンター（駅ビル、百貨店など）に出店。特にJフロントリテイリング系列の大丸との蜜月関係から、大丸への出店に積極的である。次いで高島屋などが多い。
大半の店舗でワンフロアごとに個々の分野の商品群を展開するのが特徴であり、新宿店・名古屋店出店の際は大家でもある髙島屋がワンフロアでの出店を希望したのに対し、わざわざフロアの一部を縦に打ち抜く形の店舗となった（博多店も同様の形態となっている）。一方、北千住店（北千住マルイ内）、高崎店（高崎オーパ内）など、1フロアあるいは2フロアのみの小規模出店となった店舗も存在する。
また、店舗の移転などにより規模縮小となった店舗も存在する。町田店は町田ターミナルプラザのキーテナントから町田東急ツインズ6・7階へ移転した。横浜店は2013年に単独店舗（地上7階・地下1階、売場面積約9,000 m2）から横浜岡田屋モアーズ（5〜7階、売り場面積約4,000 m2）に移転、札幌店は2018年に単独店舗（地上7階、売場面積約9,000 m2）から東急百貨店さっぽろ店（8・9階、売り場面積約3200 m2）に移転（さらにその後2023年4月24日より8階に集約）、心斎橋店は2020年に単独店舗（地上8階・地下1階、売場面積約6,500 m2）から心斎橋PARCO（9〜11階、売り場面積約4,000 m2）に移転した。
2019年9月に浜松市に開店 した東急ハンズ浜松店（遠鉄百貨店新館5階） は、東海4県で唯一の直営店となっていた（それ以外はフランチャイズ店舗であった）ものの、2024年9月に名古屋市に直営店のイオンモール大高店が開業し、唯一ではなくなっている。
2023年には新宿店の8階に、親会社のカインズが「カインズ ハンズ新宿店」を出店している。
公式サイトの店舗案内では、店舗規模に応じて「大型店」「中型店」などの区分を掲載している。大型店は渋谷店、新宿店、名古屋店（フランチャイズ店）、梅田店、心斎橋店、広島店、博多店が該当する。

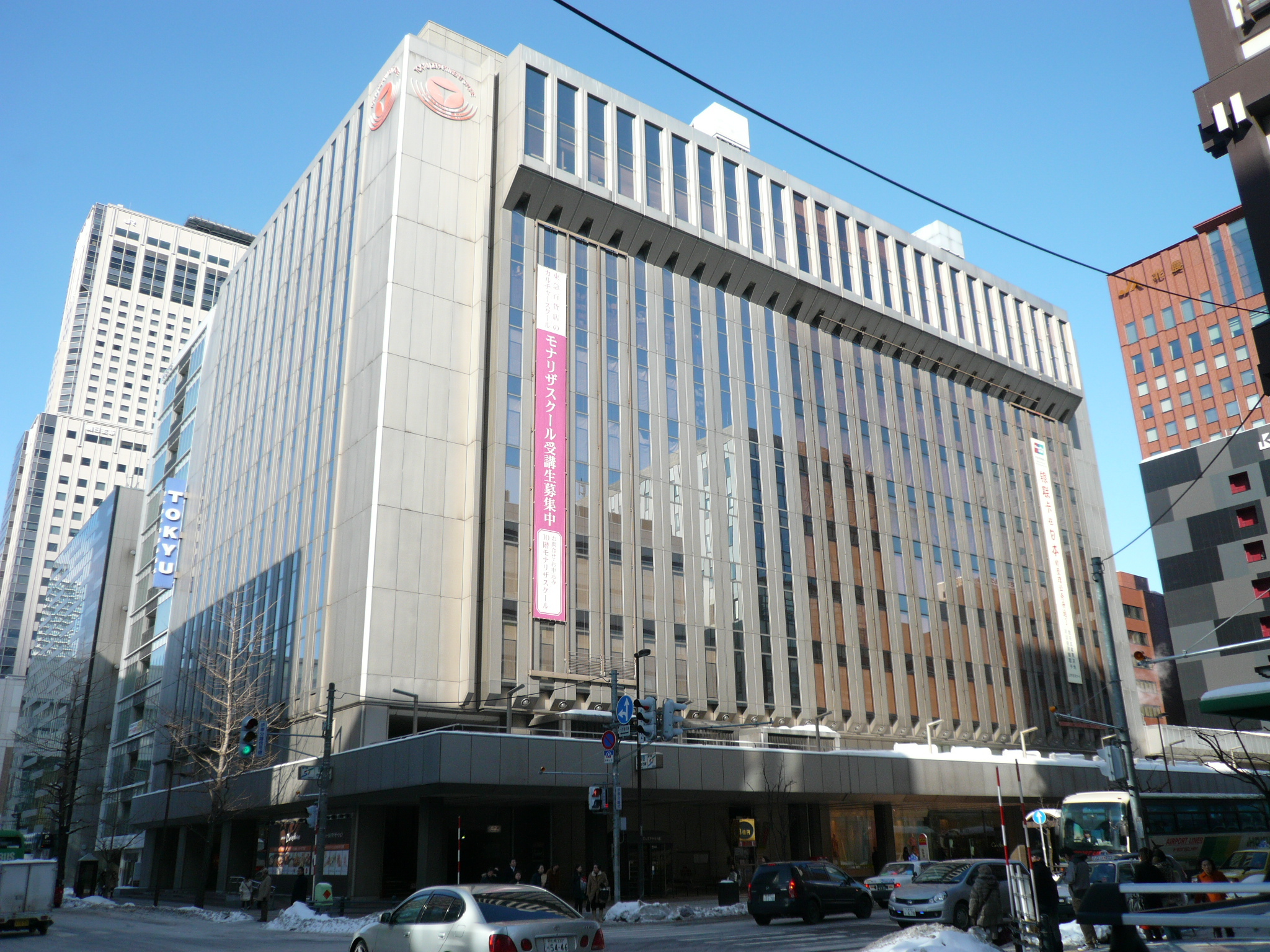
札幌店（中型店）が入居する東急百貨店さっぽろ店（札幌市中央区）
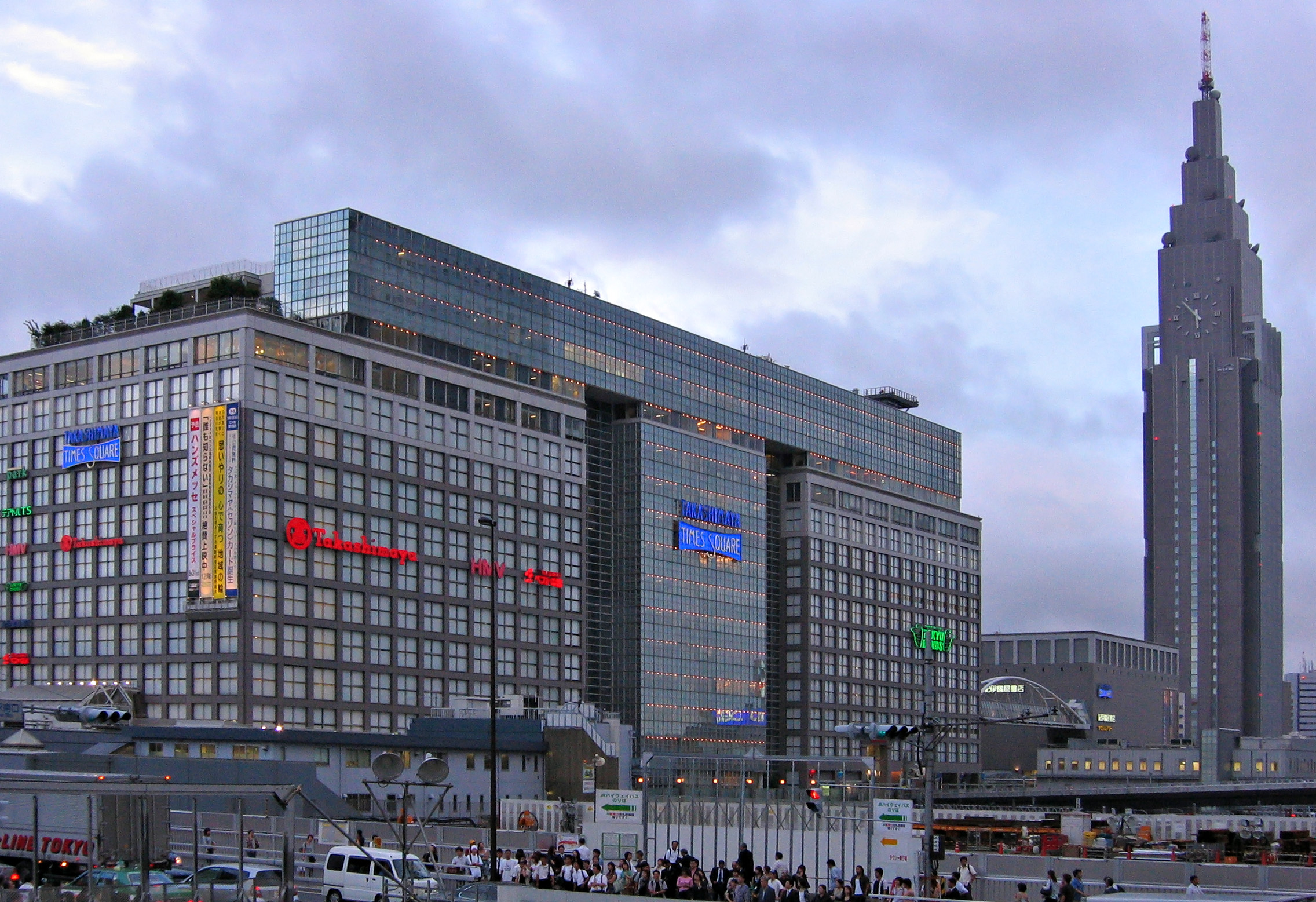
新宿店（大型店）が入居するタカシマヤタイムズスクエア（東京都渋谷区）
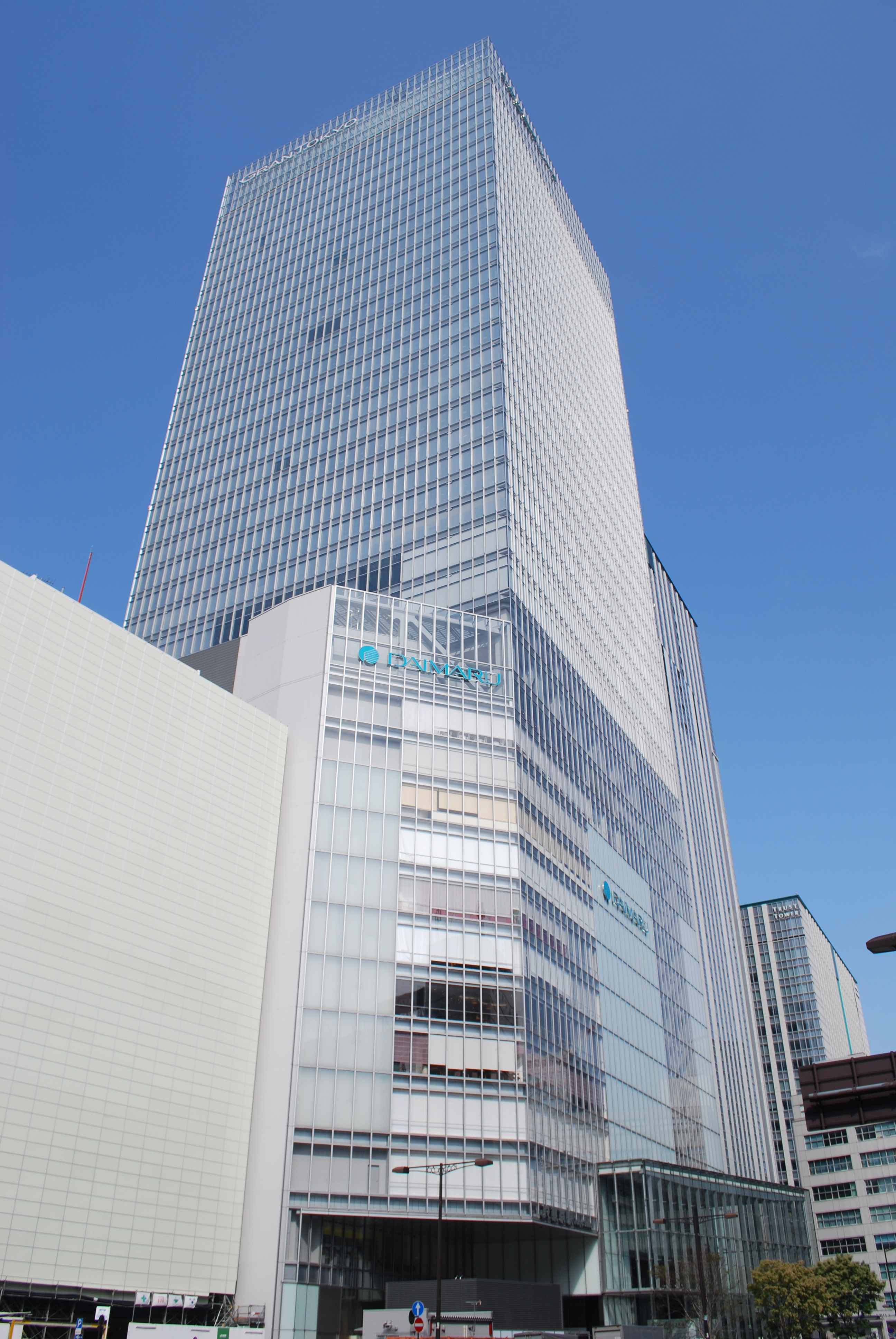
東京店（中型店）が入居する大丸東京店（東京都千代田区）
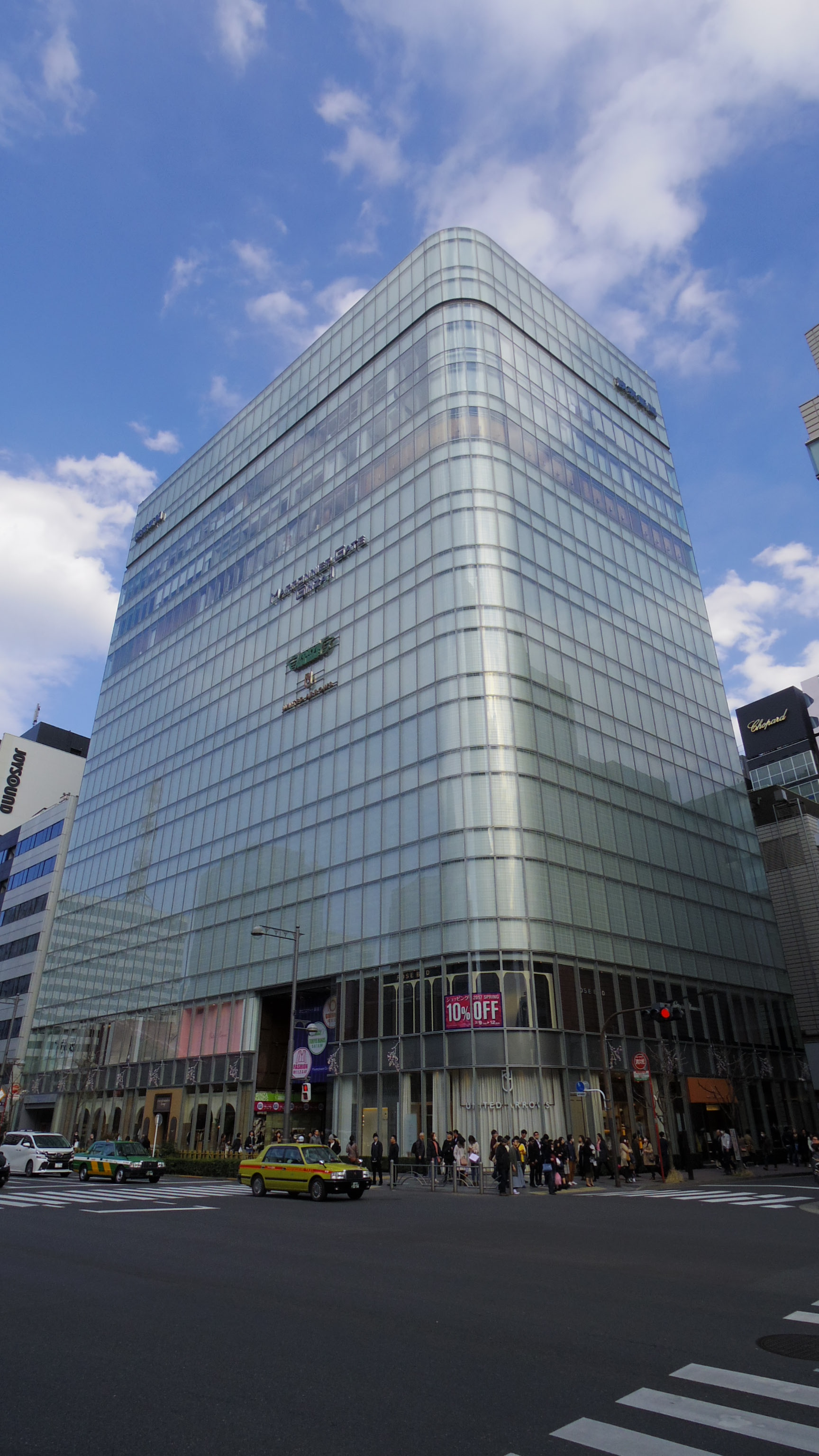
銀座店（中型店）が入居するマロニエゲート銀座1（東京都中央区）
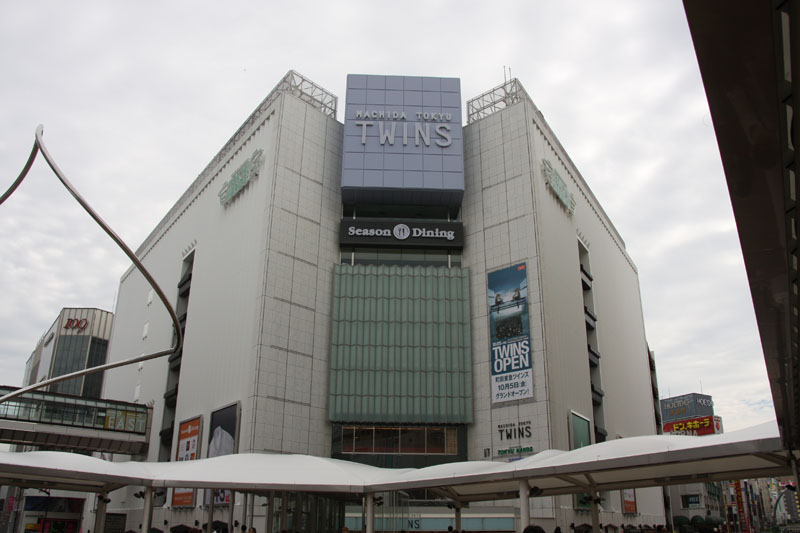
町田店（中型店）が入居する町田東急ツインズ（東京都町田市）
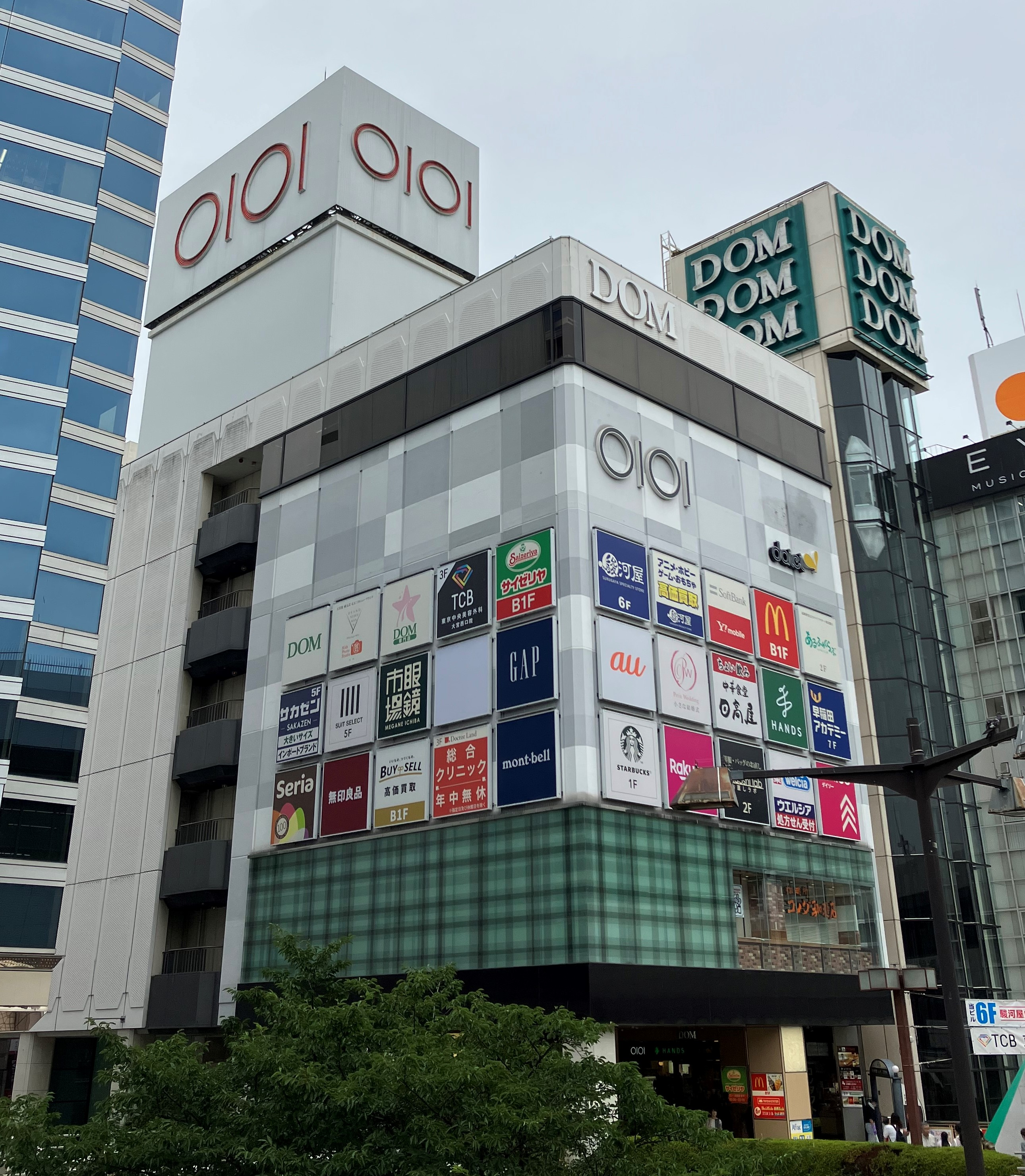
大宮店（中型店）が入居する大宮駅西口DOM（さいたま市大宮区）
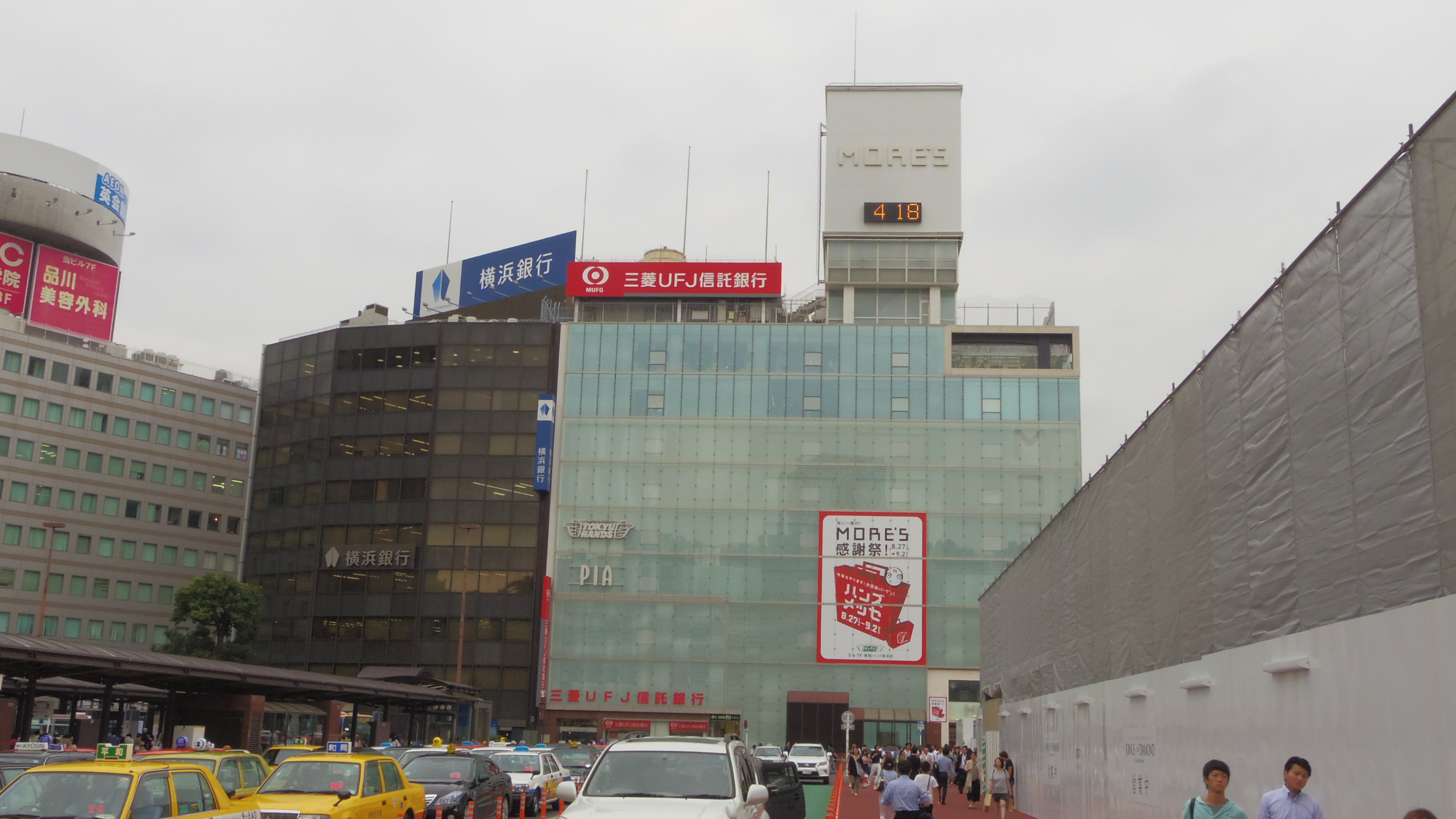
横浜店（中型店）が入居する横浜モアーズ（横浜市西区）
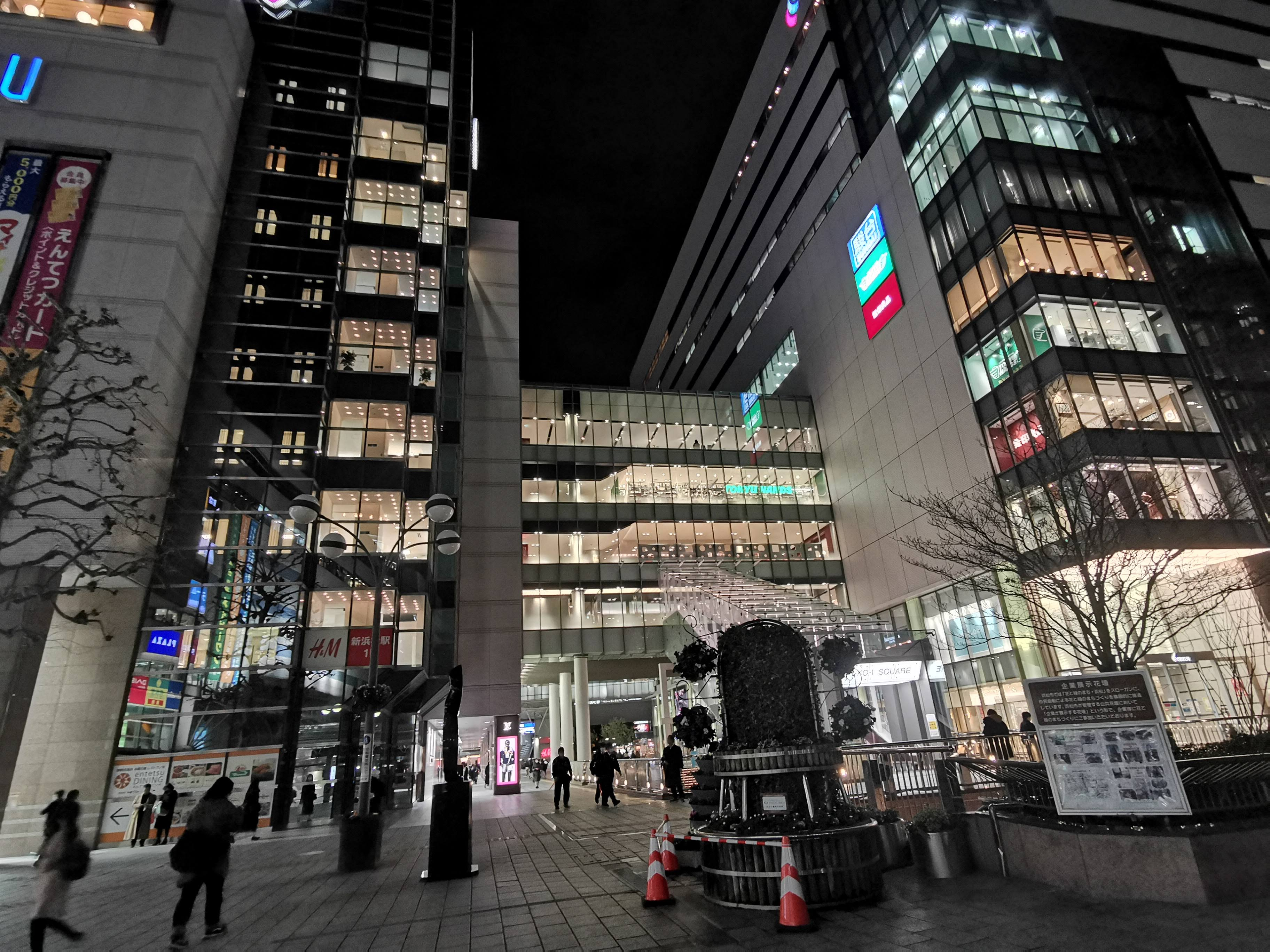
浜松店（小型店）が入居する遠鉄百貨店（浜松市中央区）
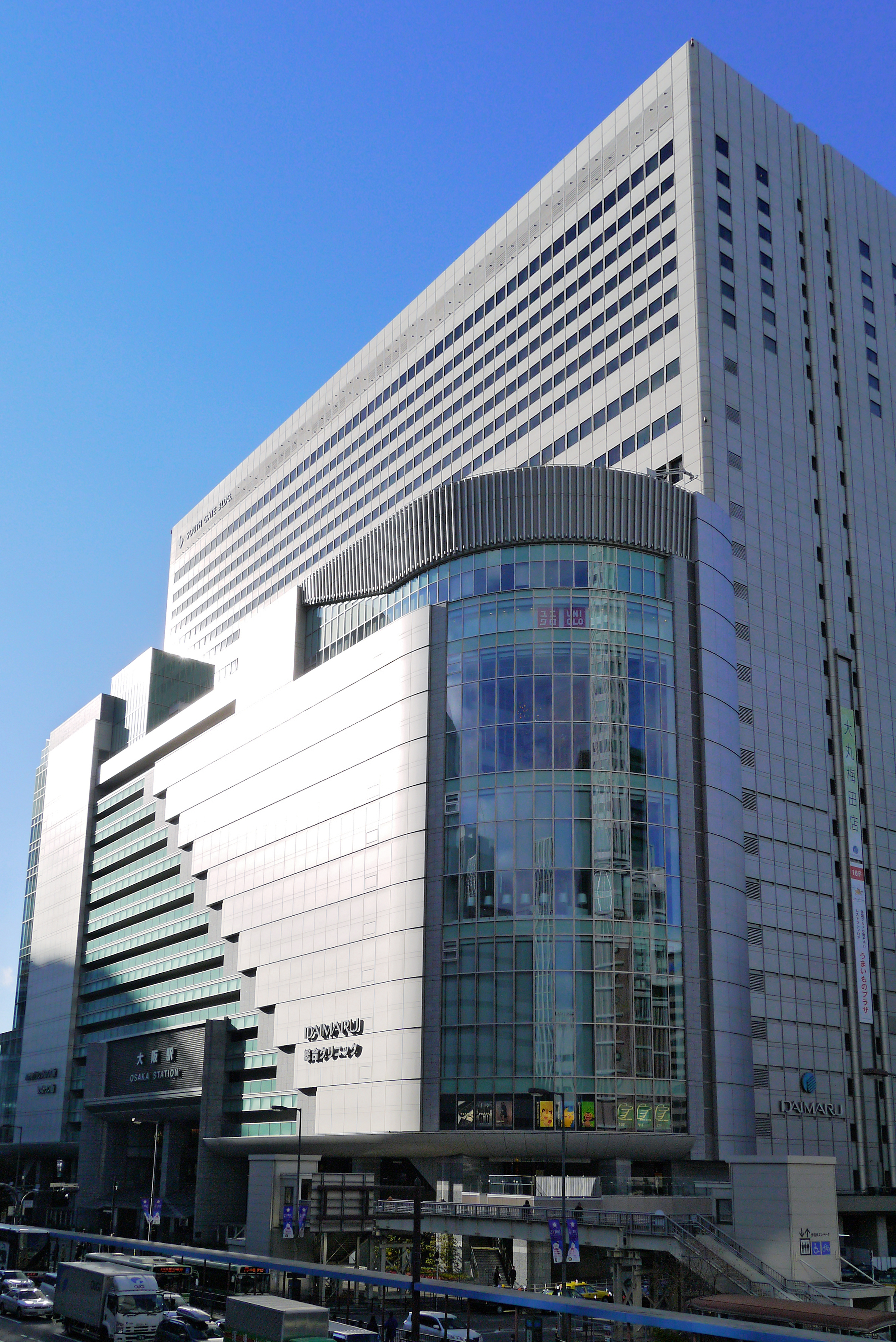
梅田店（大型店）が入居する大丸梅田店（大阪市北区）
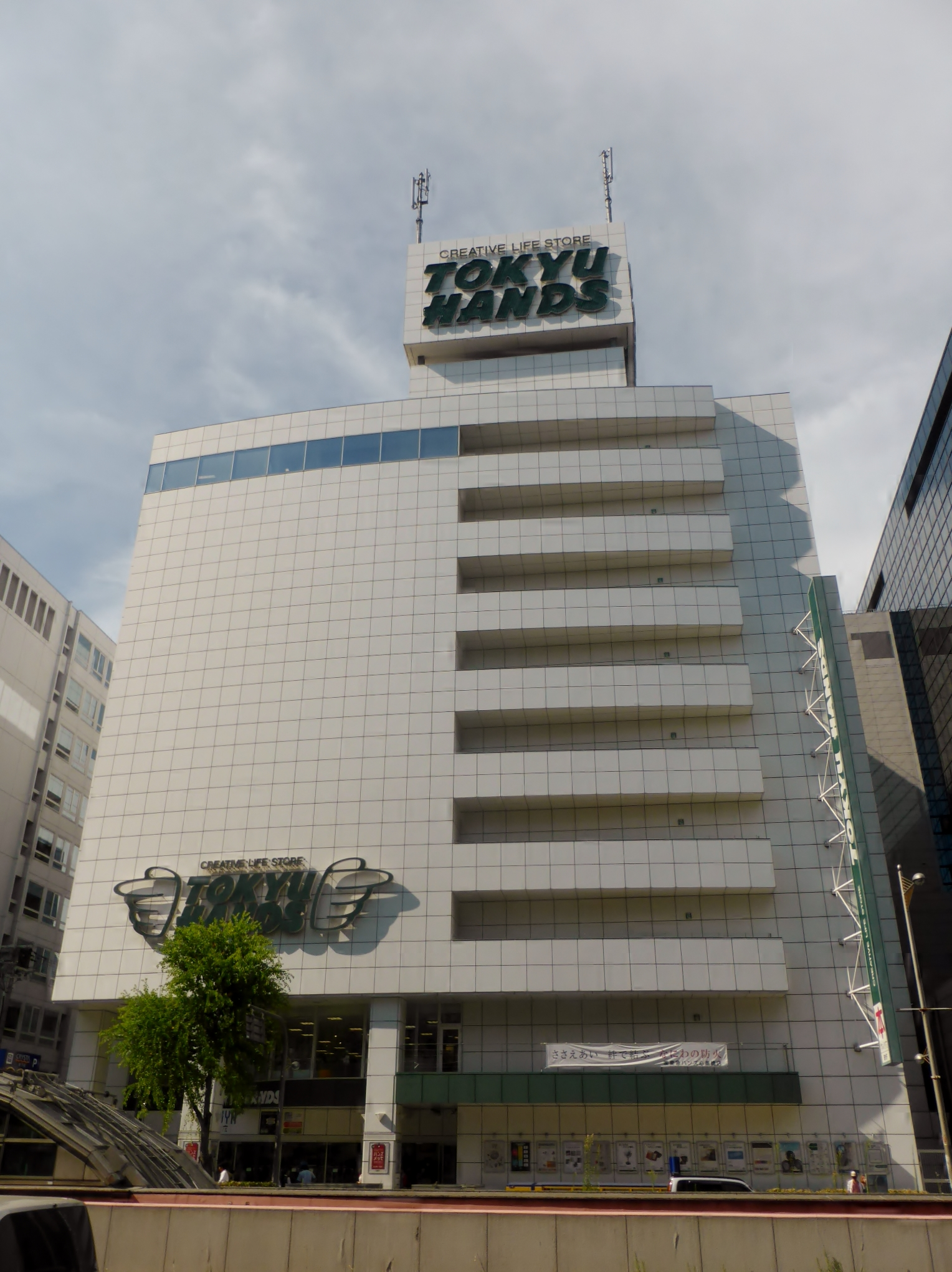
旧心斎橋店（大型店、大阪市中央区）
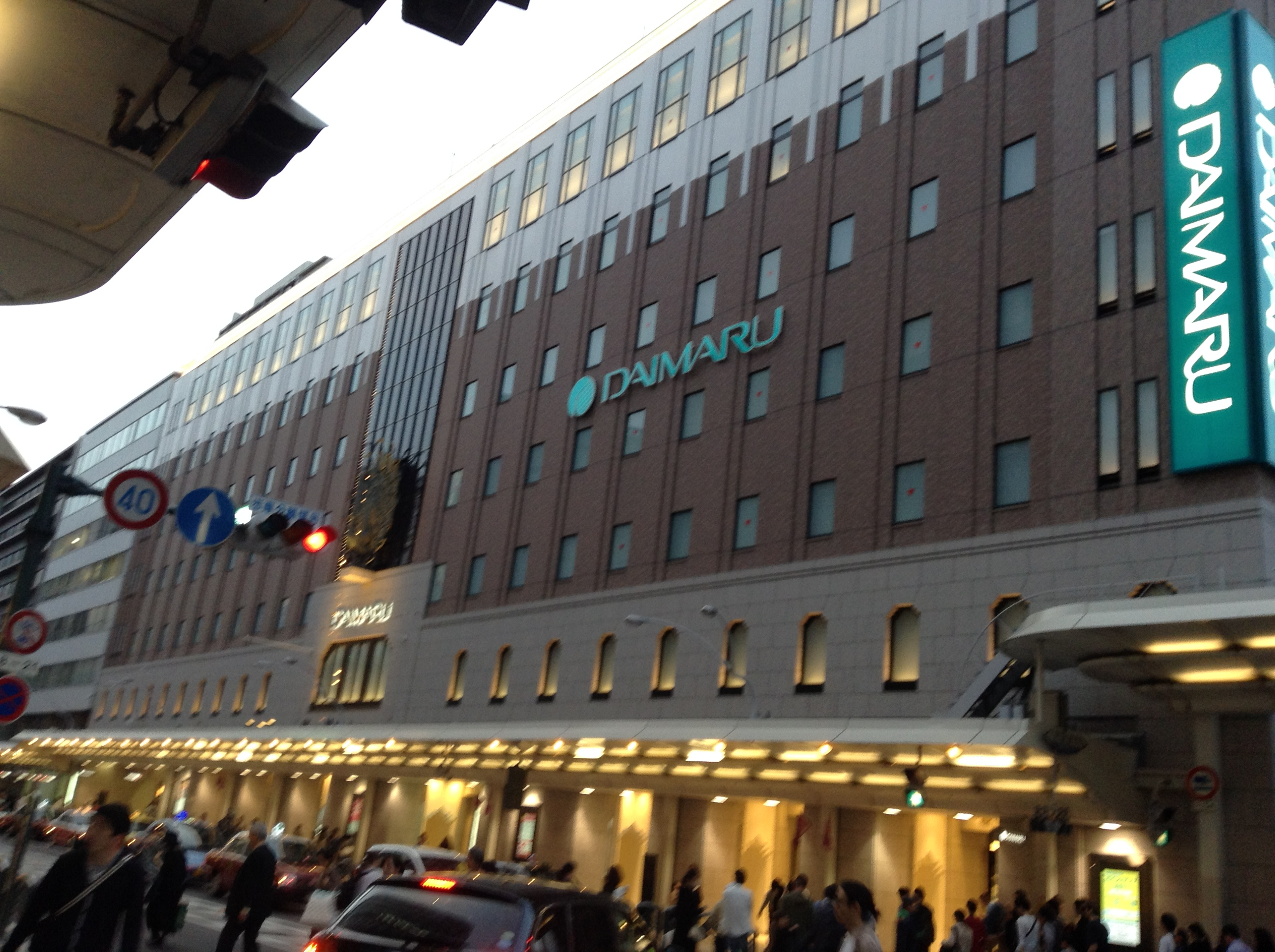
京都店（中型店）が入居する大丸京都店（京都市下京区）
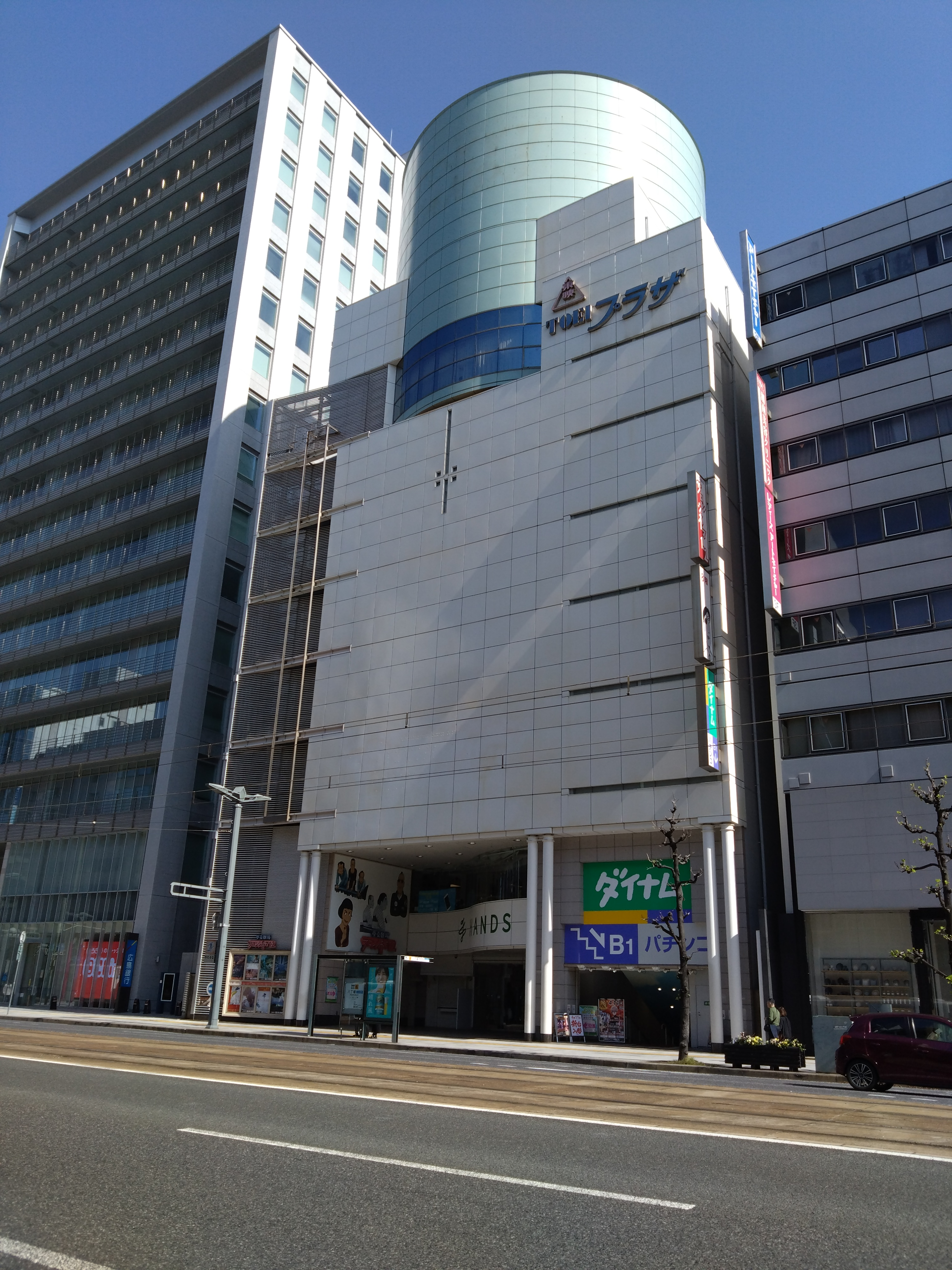
広島店（大型店）が入居する広島東映プラザ（広島市中区）
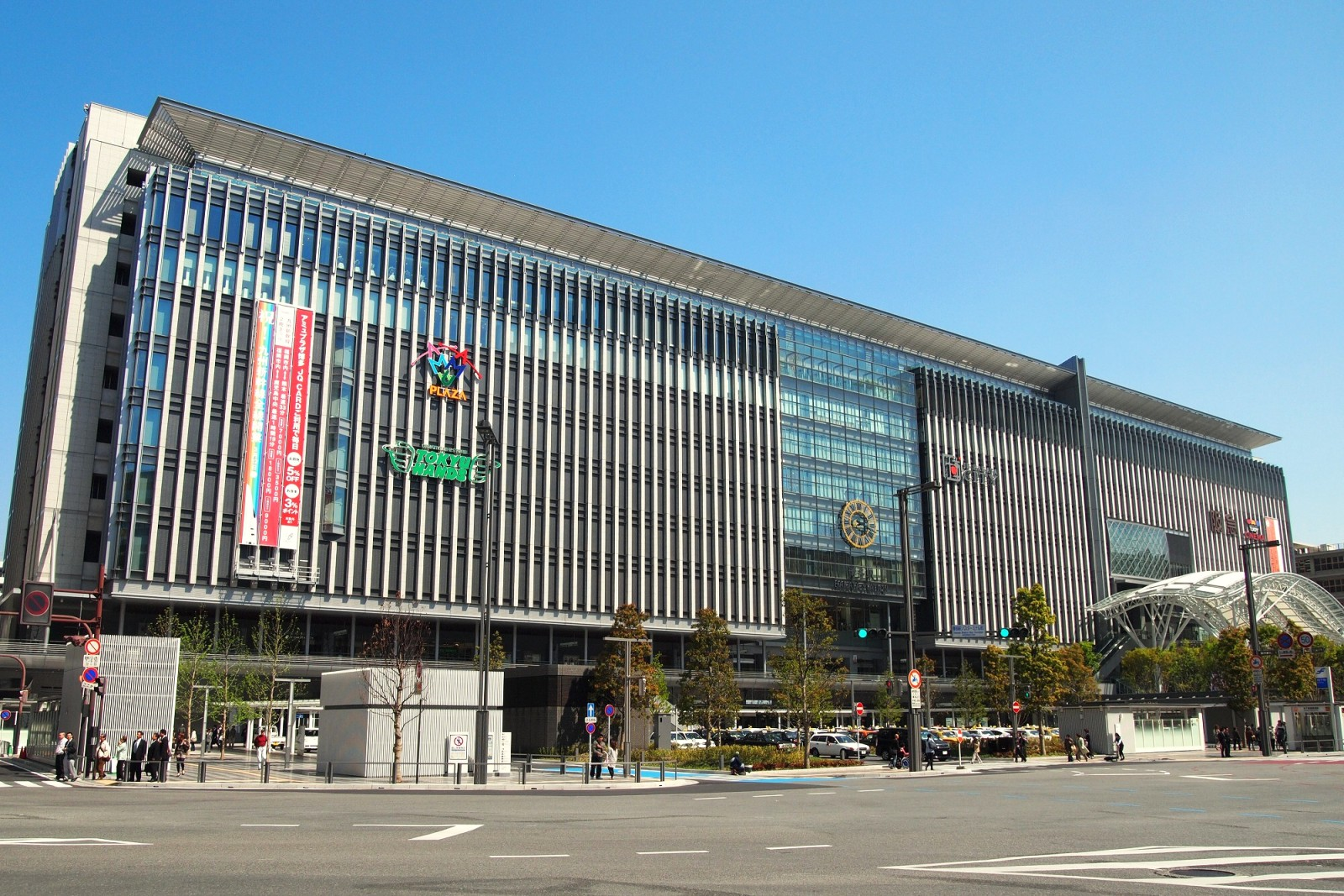
博多店（大型店）が入居するJR博多シティ（福岡市博多区）

#### ハンズ ビー
「提案型ライフスタイルショップ」と謳った、売場面積400 - 1000m2（従来標準店舗の約1 - 2割程度）の小型店舗。取扱商品は女性向け雑貨や化粧品などが中心。なお、「ハンズ」同様にフランチャイズ運営店舗も存在する（後述）。
2008年6月の札幌ステラプレイス店を皮切りに、これまでに東京都内の中央線沿線を中心に8店舗・神奈川県内に4店舗を開業。
2011年4月27日には、京都マルイ（旧四条河原町阪急跡）の地階に、関西1号店が開業。
2015年6月現在、北海道1店舗、関東18店舗、静岡1店舗、関西1店舗、福岡1店舗を展開。
2018年9月現在、北海道1店舗、関東17店舗、関西3店舗を展開（静岡、福岡の店舗は閉店）。
2021年4月23日、フランチャイズ店舗の熊本店開業（これにより四大広域圏で空白地域は東海だけとなる）。
カインズ傘下となって以後は、カインズとハンズビーを同一施設内に同時出店させる例も見られる。

#### その他の業態
トラックマーケット
地方都市の既存商業施設等の中に期間限定で展開。過去にこの形態で出店実績がある地方都市へその後常設店舗が進出する例も多い。
プラグス マーケット
詳細は前述。FC店舗でのみ展開。なお滋賀県・山口県・高知県のように、ハンズ系列の店舗がプラグス マーケットのみ出店している地域もある。
ボックスアウトレット
東急ハンズ（当時）取り扱い商品のアウトレットショップ。マリノアシティ福岡店のみ出店したがすでに閉店している。
アウトパーツ
バッグ&トラベルグッズ専門店。船橋店のみ出店したがすでに閉店している。
ハンズカフェ
ハンズ店舗に併設。現在はFC店舗 の那覇メインプレイス店（沖縄県）のみ出店。
Hands Tailung （台隆手創館）
台湾で氷菓生産・販売等を手がける台隆工業との業務提携による店舗。
2000年（平成12年）に台北市西門町に第一号店を出店。
台湾各地に9店舗を展開。2020年以降、フランチャイズ契約、リブランドにより順次「TOKYU HANDS」としてリニューアルされた（ただし、中国語名称はそのまま）。日本国内で東急が外れたことに伴い、中国語名称は同じくそのままで「HANDS」に変更されている。

### フランチャイズ店舗
直営店のほか、地元フランチャイジーによるフランチャイズ (FC) 店舗も営業している。特に三重県・奈良県・宮崎県・沖縄県に所在する店舗は全店がFC店舗である。また「プラグス マーケット」業態については前述の通り、全店舗がフランチャイズ運営となっている。
◆は閉店済みの店舗。
- 八木橋運営
  - プラグス マーケット八木橋店（埼玉県熊谷市、八木橋百貨店内）
- 静鉄プロパティマネジメント → 静鉄リテイリング（静岡鉄道グループ）運営
  - ハンズ 静岡店（静岡県静岡市葵区、新静岡セノバ内）※中型店 - 2011年10月5日開店
  - ◆ハンズ ビー 静岡パルシェ店（静岡県静岡市葵区、パルシェ内） - 2014年2月28日開店[61]、2017年5月21日閉店[62]
- 三交クリエイティブ・ライフ（三重交通グループ）運営
  - ハンズ 名古屋店（愛知県名古屋市中村区、ジェイアール名古屋タカシマヤ内）※大型店
  - ◆東急ハンズ ANNEX店（愛知県名古屋市中区、セントラルパークアネックス内）※中型店 - 2021年10月17日閉店
- 三交シーエルツー（三重交通グループ）運営
  - ハンズ 名古屋松坂屋店（愛知県名古屋市中区、松坂屋名古屋店内）
  - ハンズ 名古屋モゾ ワンダーシティ店（愛知県名古屋市西区、mozoワンダーシティ内）
  - ハンズ 桑名店（三重県桑名市、イオンモール桑名内）
- 近鉄百貨店運営
  - プラグス マーケット四日市店（三重県四日市市、近鉄百貨店四日市店内）[63]
  - プラグス マーケット草津店（滋賀県草津市、近鉄百貨店草津店内）
  - プラグス マーケット近鉄上本町店（大阪府大阪市天王寺区、近鉄百貨店上本町店内）
  - ハンズ 奈良店[64]（奈良県奈良市、近鉄百貨店奈良店内）
  - プラグス マーケット近鉄橿原店（奈良県橿原市、近鉄百貨店橿原店内）
- イズミ運営
  - プラグス マーケット広島LECT店[65]（広島県広島市西区、LECT内）
  - プラグス マーケット下松店[66]（山口県下松市、ゆめタウン下松内）
- 大丸松坂屋百貨店運営
  - プラグス マーケット下関店（山口県下関市、大丸下関店内）
- 高知大丸運営
  - プラグス マーケット高知店（高知県高知市、高知大丸内）
- JR九州リテール運営
  - ハンズ 宮崎店[67]（宮崎県宮崎市、アミュプラザみやざき内）
  - ハンズ ビー アミュプラザくまもと店[68]（熊本県熊本市西区、アミュプラザくまもと内）
- サンエー運営
  - ハンズ 浦添西海岸パルコシティ店 （沖縄県浦添市、サンエー浦添西海岸 PARCO CITY内）※中型店
  - ハンズ 宜野湾コンベンションシティ店（沖縄県宜野湾市、サンエー宜野湾コンベンションシティ内）
  - ハンズ 那覇メインプレイス店（沖縄県那覇市、サンエー那覇メインプレイス内）
  - ハンズ ビー 石川シティ店[17]（沖縄県うるま市、サンエー石川シティ内）
  - ハンズ ビー 具志川メインシティ店[17]（沖縄県具志川市、サンエー具志川メインシティ内）

愛知県と三重県では、三重交通グループホールディングス（近鉄グループ）子会社の三交クリエイティブ・ライフ、ならびに同社のさらに子会社の三交シーエルツーがFC店舗を営業している。これらの店舗では、他地域の東急ハンズで行われているサービスの一部が利用できない。ただし「HANDS CLUB CARD」のサービスは2012年10月1日より名古屋の2店舗でも開始された。
静岡市にあるハンズ静岡店は、静岡鉄道グループの株式会社静鉄リテイリングによるFC店舗である（開業当初は静鉄プロパティマネジメント株式会社がフランチャイズ運営していた ものの、2017年4月1日に移管された）。静岡店では愛知県内の店舗と異なり、他地域の東急ハンズ直営店と同様のサービス利用が可能となっていた。
熊本県と宮崎県ではJR九州リテールが、JR九州グループによる駅ビル「アミュプラザ」にてFC店舗を展開している。なお上記以外のアミュプラザに出店しているハンズ店舗（博多店・長崎店・大分店・鹿児島店）もあるが、これらは直営店舗となっている。
沖縄県内の店舗は、地元大手スーパーマーケット運営企業のサンエーがフランチャイジーとなり、サンエーが運営するショッピングセンターに出店している。サンエーは2011年に東急ハンズとフランチャイズ契約を締結し、翌2012年（平成24年）夏に開業したサンエー宜野湾コンベンションシティのテナントとして県内初の出店を果たした。その後、2号店の那覇メインプレイス店、3号店の浦添西海岸店を出店している。那覇メインプレイス店にはハンズカフェが併設されている。

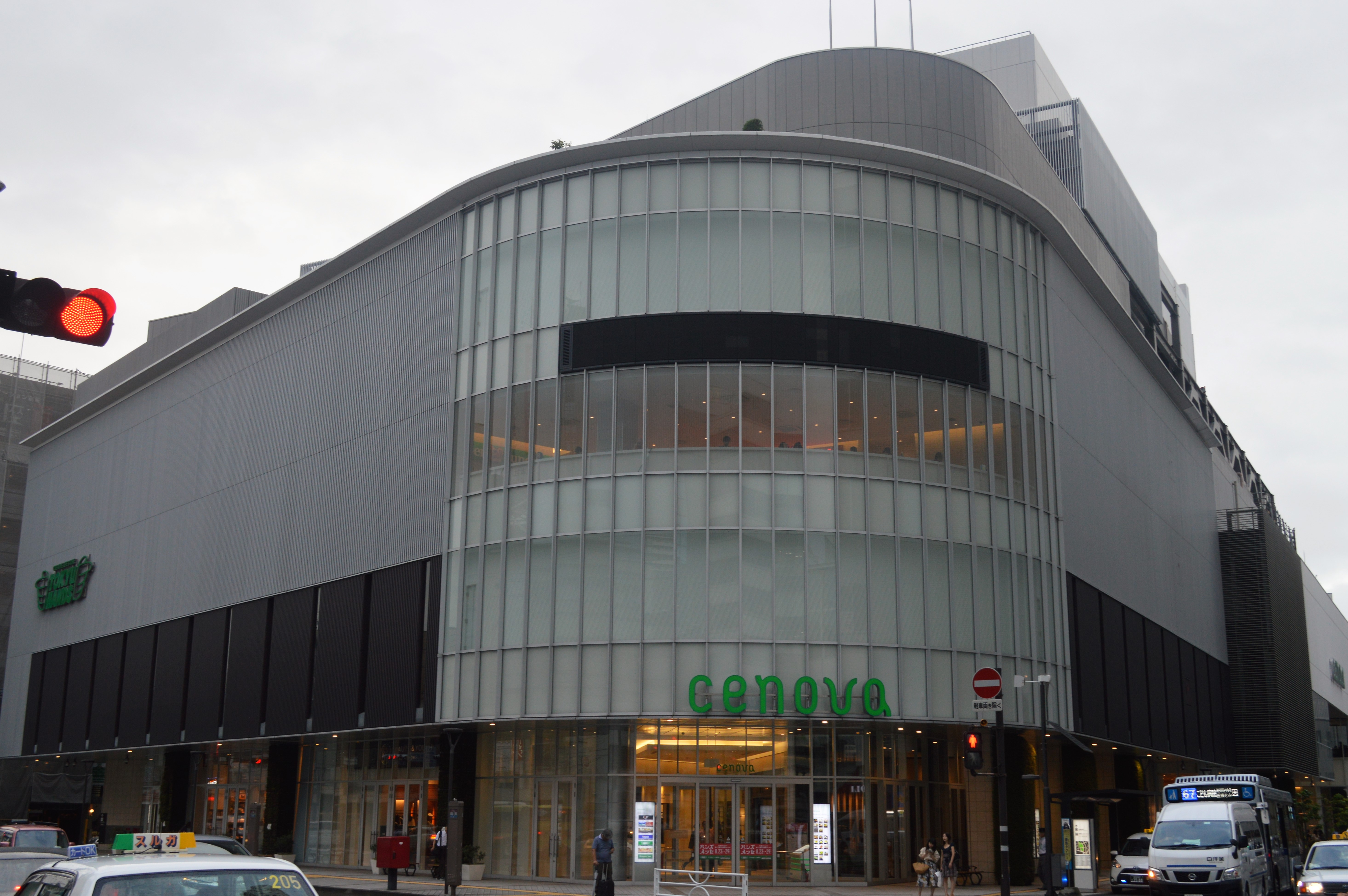
静岡店（中型店）が入居する新静岡セノバ（静岡市葵区）
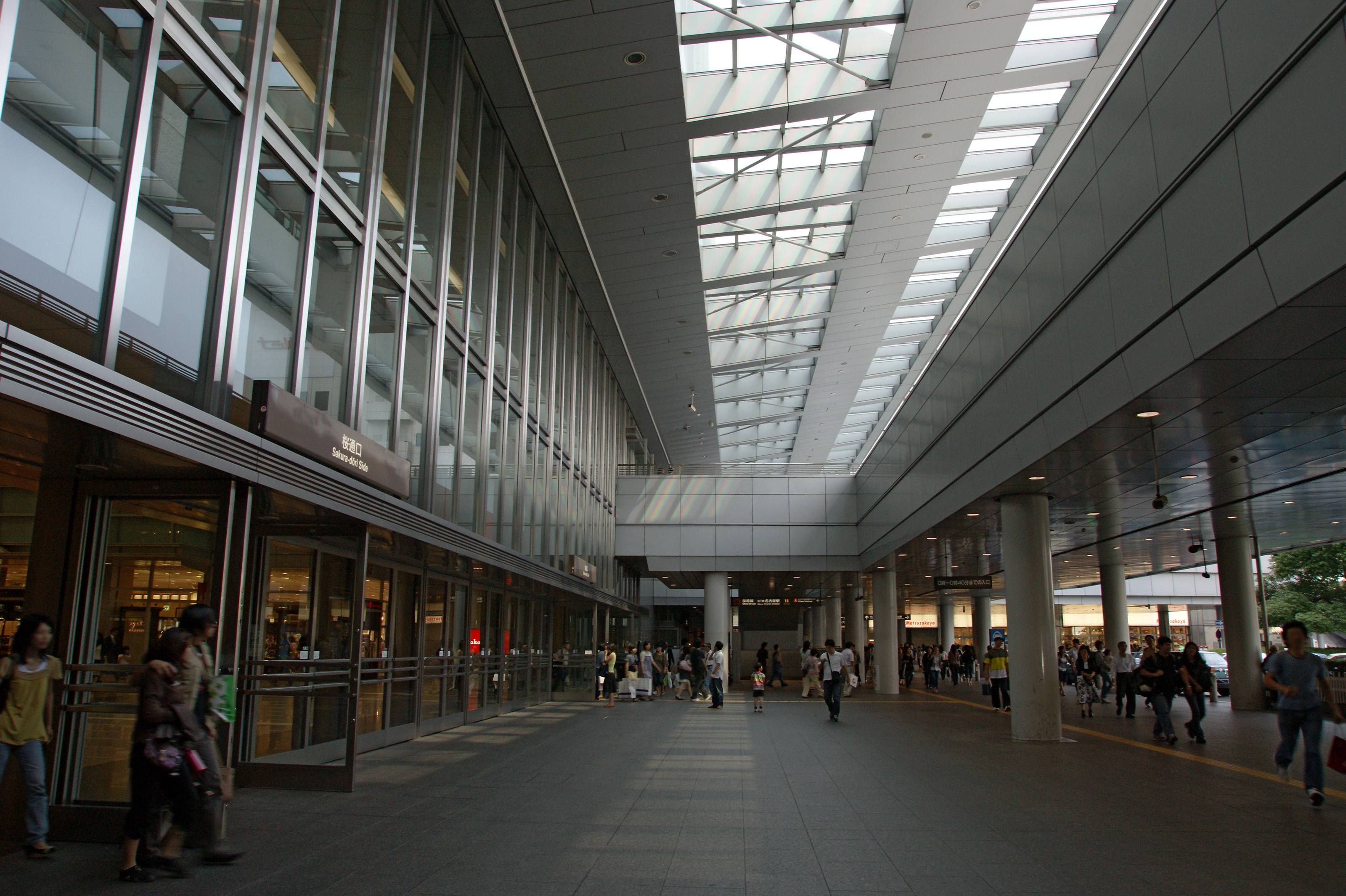
名古屋店（大型店）が入居するジェイアール名古屋タカシマヤ（名古屋市中村区）
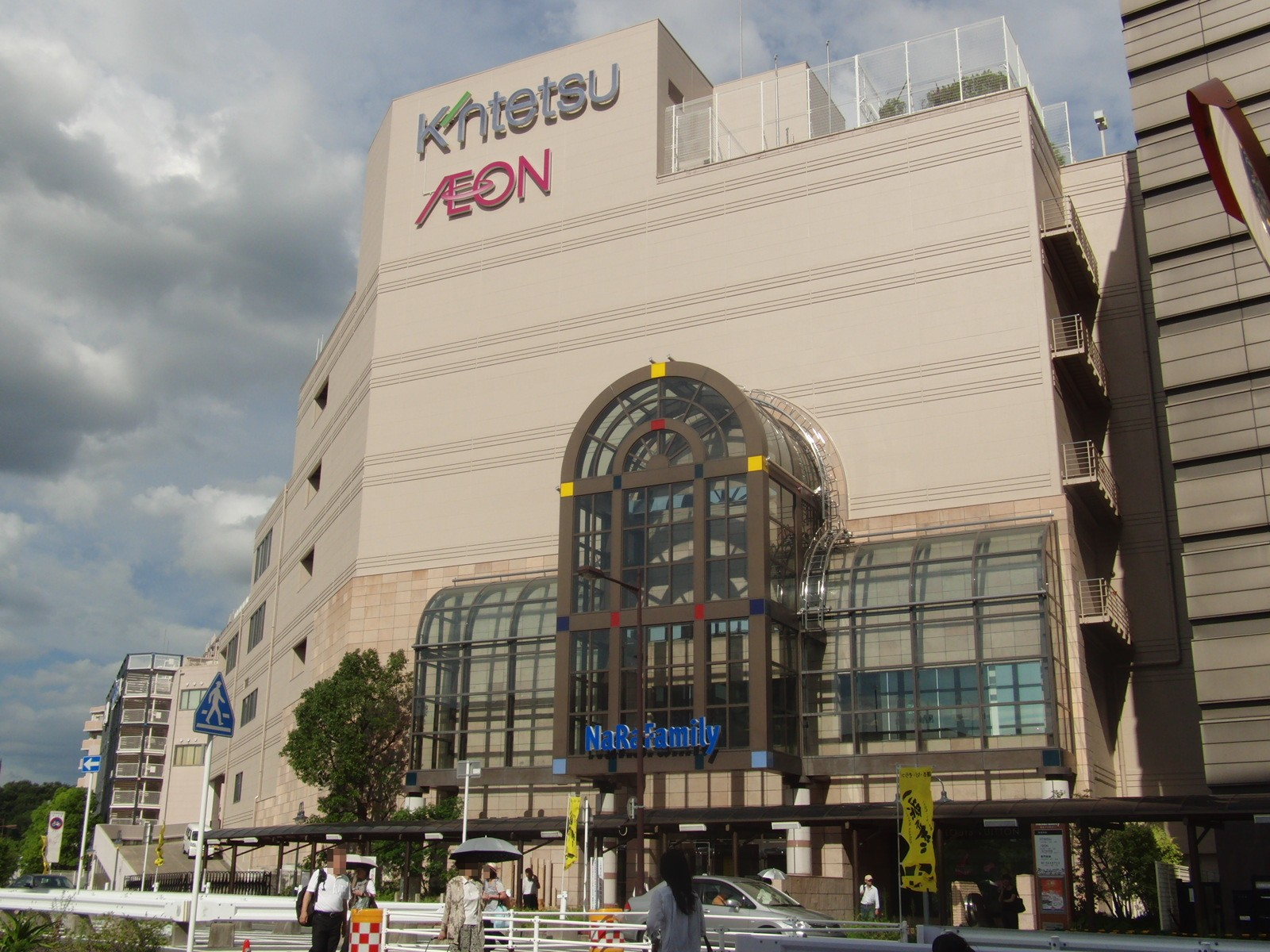
奈良店が入居する近鉄百貨店奈良店（奈良市）
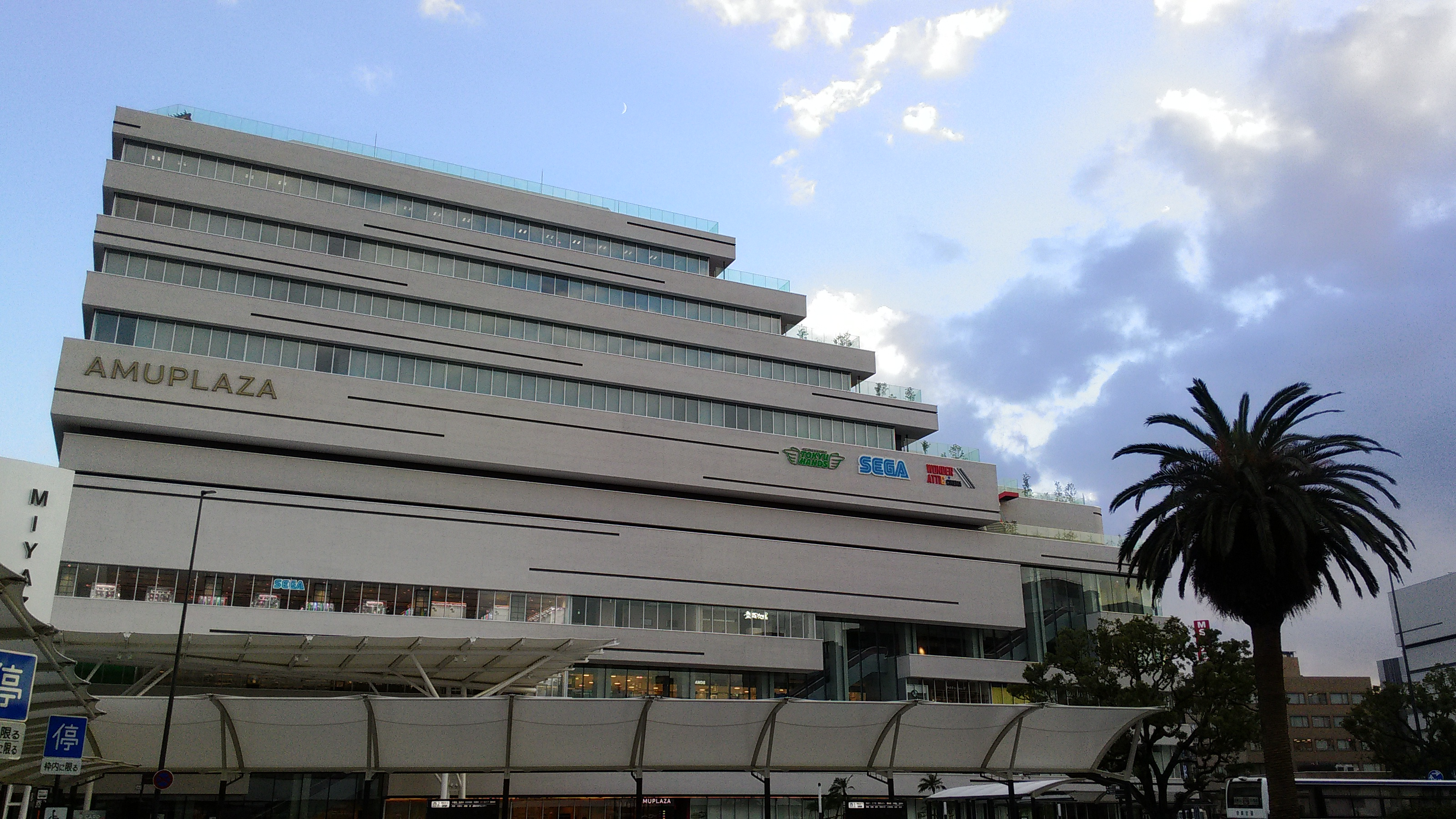
宮崎店が入居するアミュプラザみやざきうみ館（宮崎市）
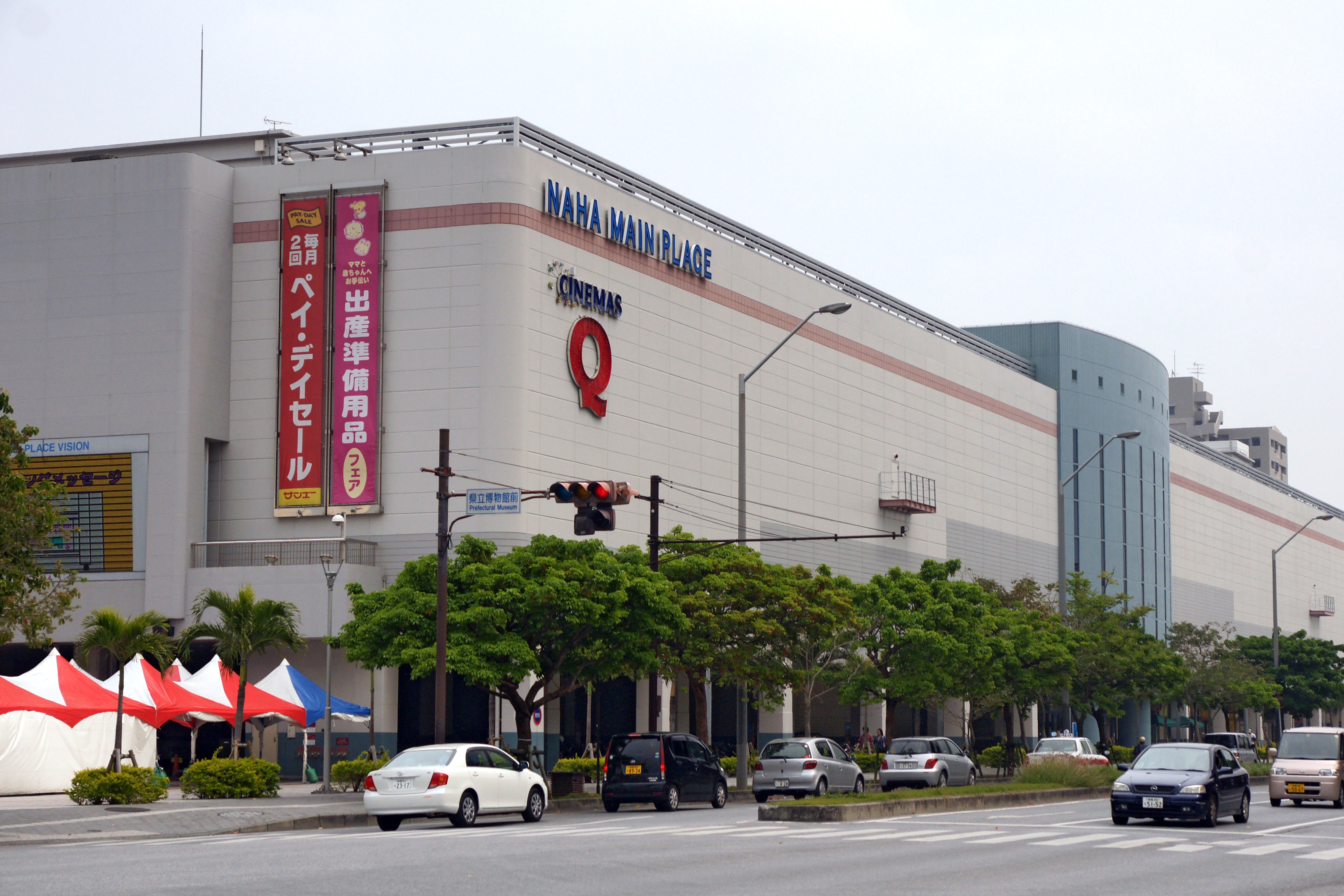
那覇メインプレイス店が入居するサンエー那覇メインプレイス（那覇市）
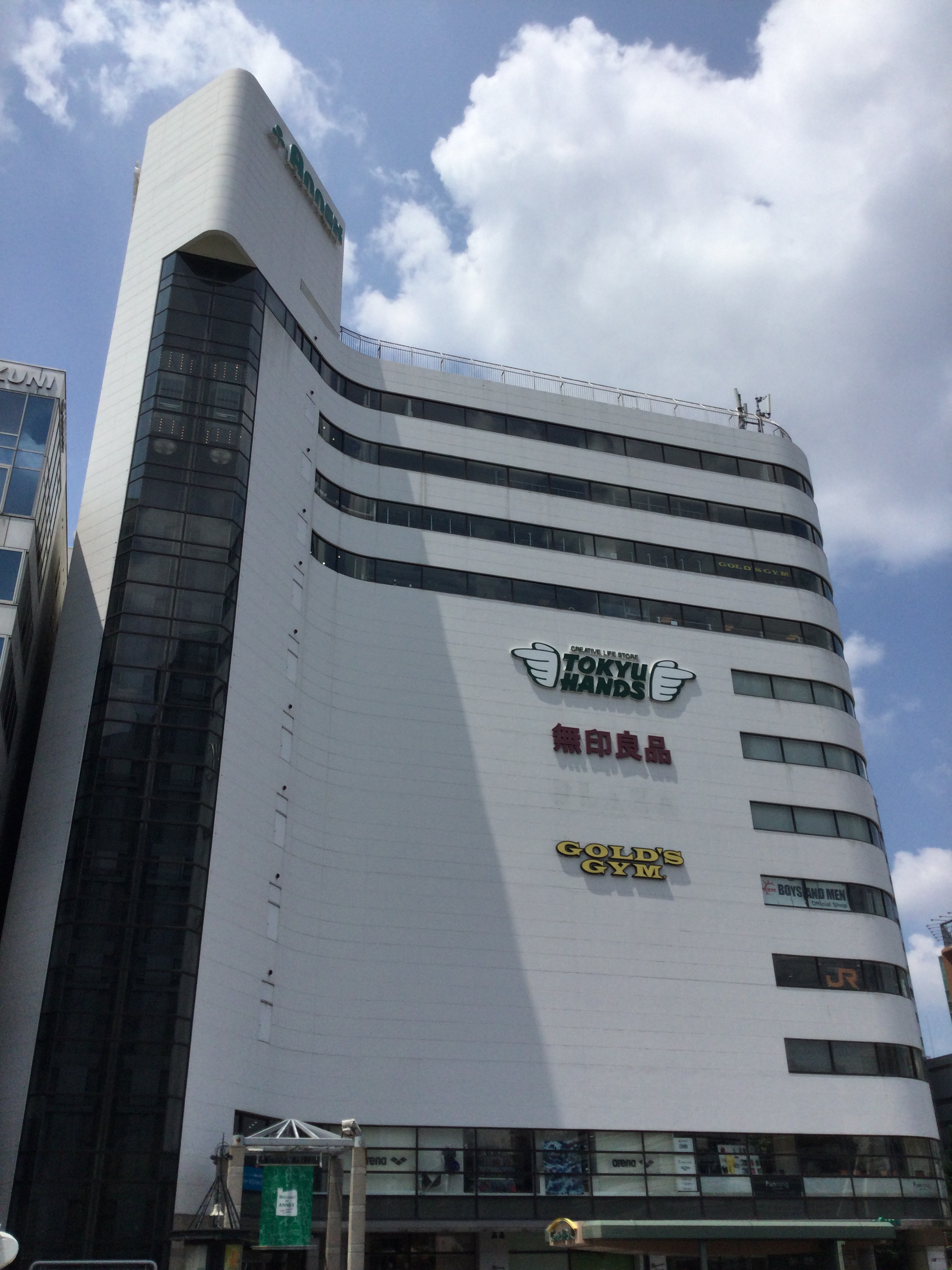
ANNEX店（中型店、閉店）が入居していたセントラルパークアネックス（名古屋市中区）

### ポイントプログラム
2004年4月14日からポイントカード「HANDS CLUB CARD」のサービスを開始している（名古屋市内の2店舗は2012年10月1日よりサービス開始）。代わって、文具フロアで一定価格の購入ごとに配られていた割引チケット（ハンズ文具チケット）が2005年3月31日で使用を終了した（同様に名古屋市内の2店舗は2012年9月30日で終了）。
2019年（平成31年）3月6日からdポイントカードに、2021年（令和３年）4月19日から楽天ポイントカードにも対応し、東急ハンズオリジナルデザインのdポイントカードも発行されている。従来の「HANDS CLUB CARD」との併用も可能。ポイントについては300ポイント以上100ポイント単位での使用となっていたが、2019年11月より1ポイント単位での使用を可能とした。
2023年6月27日から、親会社カインズの「カインズポイント」と「HANDS CLUB ポイント」が1対1で交換できるようになった。

## 過去に存在した店舗

### ハンズ（東急ハンズ含む）

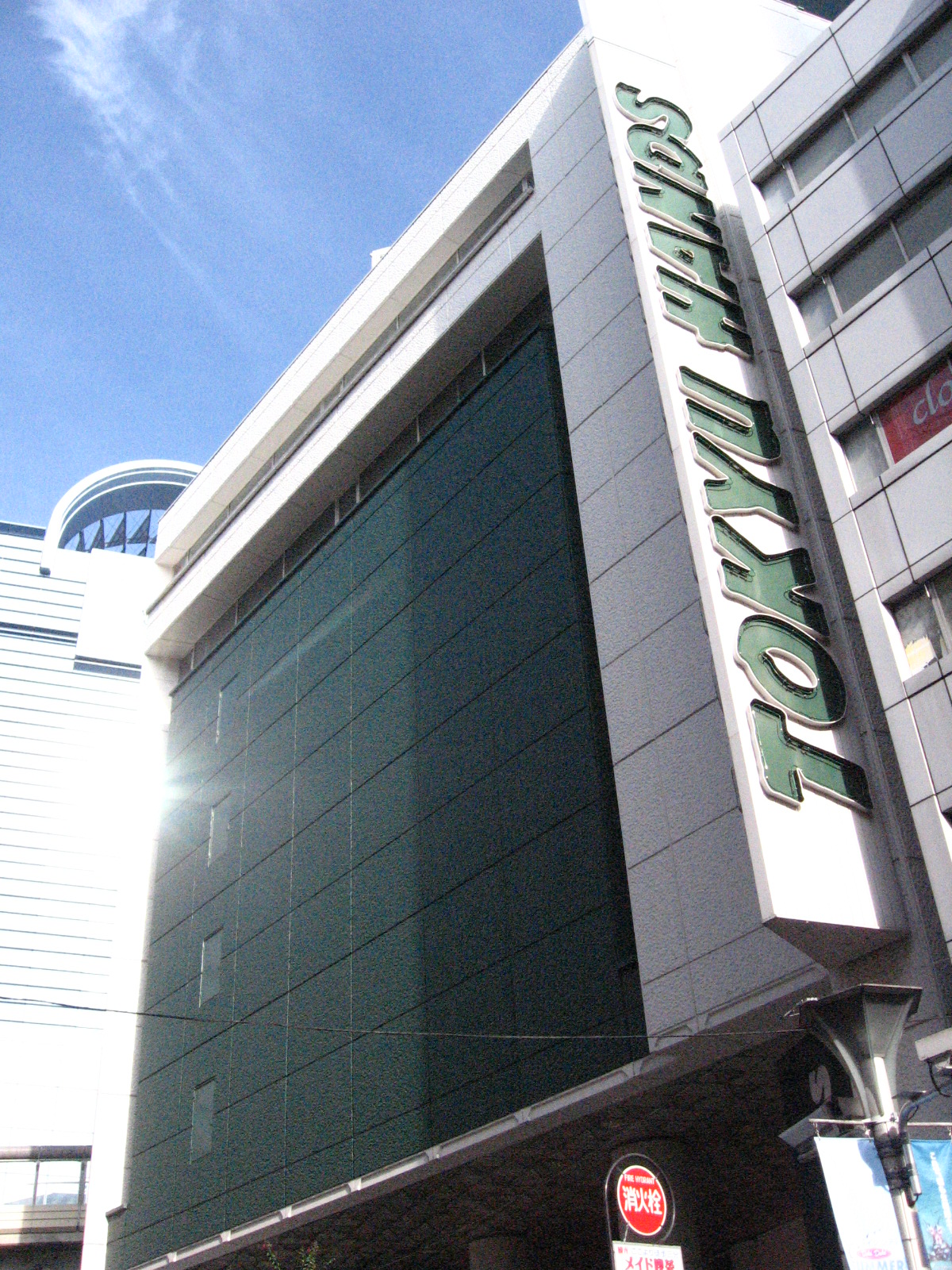
旧池袋店

- アトレ大井町（東京都品川区）- 2002年2月23日 - 2003年2月16日の期間限定にて出店。
- 二子玉川店 （東京都世田谷区）- 1977年11月に開店した東急ハンズ第2号店。元は二子玉川駅の田園都市線・大井町線高架下にて営業していたが、複々線化と再開発事業の進展にともない東急ストア二子玉川店・横浜銀行玉川支店などと東口再開発地域での仮営業を経て、2006年6月閉店。跡地には二子玉川ライズが2011年3月19日に開業、ロフトが出店している。
- 藤沢店（神奈川県藤沢市）- 1976年11月に開店した東急ハンズ第1号店、2006年12月31日に閉店。跡地には2007年3月30日に好日山荘が出店している（2012年2月にさいか屋藤沢店に移転している。）。
- 上海店（中華人民共和国 - 2012年4月開店。中国からの撤退により、2016年1月閉店。
- ジュロンイースト店（シンガポール）- 2014年9月開店、2020年8月閉店。
- 三宮店（兵庫県神戸市中央区）- 1988年3月に開店した関西地区2号店。渋谷店などと同じスキップフロア構造。2020年12月31日に閉店[73]。
- 川崎ダイス店（神奈川県川崎市川崎区）- 川崎駅東口、川崎DICE5階。2003年9月「川崎店」として開店。SC出店の中型店の先駆けで、当初は横浜店の子店扱いであった。アトレ川崎店開店により、2018年2月「川崎ダイス店」に改称。2020年12月31日に閉店、アトレ川崎店に実質上統合された[74][75]。
- 国分寺店（東京都国分寺市）- 国分寺駅北口、ミーツ国分寺4階。2020年12月31日に閉店[76]。再開発ビル開業時に出店したものの、COVID-19の影響もあり、3年足らずで閉店という短命に終わった。
- ANNEX店（愛知県名古屋市中区）- 1986年11月に開店した東海地区1号のFC店。セントラルパークアネックス5-8階に出店していた。2021年10月17日に閉店。2022年11月2日、松坂屋名古屋店（南館地下1階）に「ハンズ　名古屋松坂屋店」として移転オープンした[77][78]。
- 池袋店（東京都豊島区）- 1984年開店の大型店。2021年10月31日閉店。ハンズ閉店後は居抜きでニトリが入居し、2022年11月に「ニトリ池袋サンシャイン60通り店」になっている[79]。

### ハンズ ビー
- アトレ吉祥寺店 - 2010年9月開店、2013年9月閉店。
- 戸塚東急プラザ店 - 2010年4月開店、2015年7月閉店。
- 静岡パルシェ店 - 2014年2月開店、2017年5月閉店。FC店舗。
- 京都マルイ店 - 2011年4月開店、2017年7月閉店。
- 東武百貨店池袋店 - 2012年9月開店、2017年9月閉店。
- マルイファミリー溝口店 - 2010年3月開店、2018年5月閉店。
- 東急プラザ表参道原宿店 - 2012年4月開店、2019年1月閉店。
- 札幌ステラプレイス店 - 2008年6月開店、2019年3月閉店。
- クイーンズスクエア横浜店 - 2012年11月開店、2020年5月閉店。
- ダイバーシティ東京プラザ店 - 2012年4月開店、2020年12月閉店。
- 福岡パルコ店 - 2014年11月開店、2017年9月閉店。ハンズカフェを併設していた。
- コクーンシティ店 - 2015年4月開店、2017年12月閉店。ハンズカフェを併設していた。

### その他
- ナチュラボ - ヘルス&ビューティ専門店
  - 池袋店 - 2000年5月に開店、2011年3月閉店。
  - フレンテ仙川店 - 2002年10月、仙川駅の駅ビル「フレンテ仙川」に開店、2011年7月25日にハンズ ビーへ業態転換。2018年3月14日閉店[80]。
  - 丸の内店 - 2004年9月開店、2011年8月25日にハンズ ビーへ業態転換。
- アウトパーツ
  - 船橋店 - 2000年4月開店、2014年1月閉店
- ハンズセレクト - 東急ハンズのセレクトショップ業態
  - 青葉台店 - 2002年3月青葉台東急スクエアに開店、2011年9月にハンズ ビーへ業態転換。
- ホーミィルーミィ - 提案型ルームセンター
  - 船橋店 - 2004年11月開店、2009年4月に東急ハンズへ業態転換。
- ピカロ - バッグ・アクセサリー専門店[81]
  - ららぽーとEXPOCITY店 - 2015年11月開店、2017年9月閉店。
  - ららぽーと立川立飛店 - 2015年12月開店、2017年9月閉店。
  - ららぽーと湘南平塚店 - 2016年10月開店、2017年9月閉店。
- ワークハンズ (WORK HANDS) - ビームスとのコラボショップ
  - 二子玉川ライズ店 - 2014年10月10日開店。二子玉川ライズ・ショッピングセンターにビームスとのコラボによる新業態として出店。2号店があった二子玉川の地に再出店を果たしたが、3年も経たず2017年3月26日に閉店。
- 台隆手創館
  - 台北市西門町に店舗があったが、微風広場へ移転のため閉店。
- HANDS EXPO - 2016年3月開店、2020年1月閉店。
- ハンズカフェ
  - 広島店 - 2014年7月開店、2018年3月閉店。
  - ウィング川崎店 - 2016年4月開店、2017年8月閉店。
  - アミュプラザ鹿児島店 - 2014年9月開店、2017年9月閉店。
  - もりのみやキューズモール店 - 2015年4月開店、2018年11月閉店。
  - 東急プラザ表参道原宿店 - 2015年3月開店、2019年1月閉店。
  - 渋谷店 - 2012年2月開店、2021年1月閉店。
  - 梅田店 - 2011年4月開店、2021年3月閉店。

## 他社の類似業態
- ロフト - 旧セゾングループ（2022年現在はそごう・西武）
- 京王アートマン - 京王グループ
- インキューブ - 西鉄グループ

## 不祥事

### 心斎橋店での過労死訴訟
- 2013年3月13日、東急ハンズ心斎橋店の従業員（当時30歳）が2004年3月に突然死したのは、月80時間を超える時間外労働が原因として遺族が提訴した民事訴訟において、神戸地方裁判所は株式会社東急ハンズに対し、安全配慮義務違反として遺族へ損害賠償7,800万円の支払いを命じた[82][83]。判決後の2013年8月に和解が成立、一審原告・被告の双方が控訴を取り下げた[84]。原告側の担当弁護士によれば和解調印の際に、原告である従業員の妻は「夫は子供の頃から東急ハンズを遊び場にするほど好きで、就職難の時期にもかかわらず憧れの東急ハンズに就職できて大変喜んでおり、最期までそういう気持ちで働いていたと思う。会社には従業員のそうした思いを分かってほしい」と訴え[84]、会社側はそれに対し「会社として重く受け止め、今後も従業員の安全管理に配慮したい」とコメントした[84]。

### 公式Twitterでの不適切投稿
- 2022年6月12日、東急ハンズの公式Twitterが同性愛者を侮辱するような文言を含む投稿をして批判が寄せられ、謝罪するとともにその投稿を削除した[85]。2013年にも男性同性愛者への差別用語を思わせる投稿をしており、同じ担当者が行ったと広報は説明している[85]。

### アプリが不正アクセス受け、個人情報12万件余漏えい
- 2025年1月27日、主に海外のサーバーから不正なアクセスを受け、アプリに登録されていた顧客の氏名や住所、電話番号、それにメールアドレスなど12万件余りの個人情報が外部に漏えいした[86]。